# 櫻坂46
櫻坂46（さくらざかフォーティシックス、Sakurazaka46）は、日本の女性アイドルグループ。秋元康のプロデュースにより、2015年8月21日に結成。2020年10月13日までは、欅坂46（けやきざかフォーティシックス）として活動していた。ファンネームは、Buddies。
本記事で扱う欅坂46は、特に言及がない限り、欅坂46のアンダーグループ・けやき坂46（通称：ひらがなけやき、現：日向坂46）は含めず、欅坂46（通称：漢字欅、現：櫻坂46）のみを指すものとする。
ソニー・ミュージックエンタテインメントの子会社ソニー・ミュージックレーベルズと秋元康の実弟・秋元伸介が代表を務めるY&N Brothersが共同出資する芸能プロダクションSeed & Flower合同会社に全ての現役メンバーが所属する。

## 概要

欅坂46時代のロゴマーク

乃木坂46に次ぐ坂道シリーズ第2弾として、東京都港区に実在する「鳥居坂」から名前をとり、「鳥居坂46」という名称でメンバーの募集が開始された。2015年8月21日、最終オーディションを経てグループが結成されると同時に、「欅坂46」へ改名されている。欅坂46は、乃木坂46のロゴマークを踏襲しつつも、乃木坂46とは異なるグループカラーを示している。元々は、乃木坂46と同様に、実在する坂道である東京都港区の「けやき坂」から、「けやき坂46」というグループ名となる予定であったものの、画数で運勢を占う際、スタッフのミスで漢字表記の「欅」を使って占った結果、「欅坂46」という名が最高の上昇運であったことから、漢字表記がグループ名に使用されることとなった。なお、「けやき坂46」については、のちに欅坂46のアンダーグループの名称として使用されることとなる（後述）。
2016年4月に、『サイレントマジョリティー』でシングルデビューすると、同作で女性アーティストにおける1stシングル初週売上枚数の最高記録を更新した。また、2019年に発売した8thシングル『黒い羊』まで、1stシングルから8作連続でオリコンシングルランキングの1位を獲得していた。この連続記録は、当時の女性アーティストとしては、歴代2位の記録であった。
2020年7月に開催された『KEYAKIZAKA46 Live Online, but with YOU!』にて、欅坂46からの改名を発表した。同年9月20日、渋谷スクランブル交差点の大型ビジョンにおいて、新グループ名が「櫻坂46」であることを発表し、同年10月13日の『欅坂46 THE LAST LIVE』をもって欅坂46としての活動を休止した。翌日の10月14日からは、櫻坂46として活動を開始している。新グループ名は、「けやき坂」と並行する坂である「さくら坂」に由来する。
2020年12月に、櫻坂46名義では初めてのシングルとなる『Nobody's fault』を発売した。同作から9thシングル『自業自得』まで、9作連続で発売初週に30万枚以上を売り上げている。

### 欅坂46とけやき坂46
欅坂46の中には、欅坂46（通称：漢字欅）とけやき坂46（通称：ひらがなけやき）という2つのグループが存在していた。これらをまとめて「欅坂46」と記載しているものと、漢字欅のみを指して「欅坂46」と記載しているものがある。漢字欅は前述の通り、ひらがなけやきは長濱ねるの暫定的な所属先かつ漢字欅のアンダーグループとして結成された。なお、同じ坂道シリーズの乃木坂46におけるアンダーグループとは違い、メンバーの入れ替えは無く、実質的に別のグループとして活動していた。ひらがなけやきは、2017年3月に漢字欅より先に単独でツアーを開催するなど、独自の活動を展開し、2018年には単独でアルバムを発売、2019年に日向坂46として欅坂46から独立して現在に至る。
欅坂46名義で発売したシングルと一部のアルバムに、ひらがなけやきの楽曲が収録されている。「W-KEYAKIZAKAの詩」「太陽は見上げる人を選ばない」といった2グループ全員参加の合同楽曲や、「猫の名前」といった2グループのメンバー各数名によるユニット楽曲も制作された。
握手会のほか、一部のコンサートやツアーは、漢字欅とひらがなけやきが合同で開催していた。2019年のひらがなけやきの独立以前に合同で開催されていたイベント『欅共和国』については、2019年以降、漢字欅のみでの開催に変更された。なお、この後継イベントの『W-KEYAKI FES.』は、櫻坂46（旧：漢字欅）と日向坂46（旧：ひらがなけやき）による合同開催であった。

### 円陣の掛け声
- 欅坂46時代の円陣の掛け声は「謙虚！優しさ！絆！キラキラ輝け欅坂46〜！はい!!」[49][50]。
- 櫻坂46時代の円陣の掛け声は「いつも可憐にたくましく！櫻のように咲き誇れ！ Just Trust Yourself! 咲け！（一期生）咲け！（二期生）櫻坂46! 満開!!」[51][52]。

## 年譜

### 欅坂46 時代

#### 2015年
- 2月22日、西武ドームにて開催された乃木坂46の単独ライブ『乃木坂46 3rd YEAR BIRTHDAY LIVE』において、「乃木坂46 新プロジェクトメンバー1期生募集決定」と発表される[53]。
- 6月28日、「乃木坂46 新プロジェクト」のグループ名を「鳥居坂46」とすることを発表し、1期生メンバーの募集を開始[12]。
- 8月21日、都内で『鳥居坂46 1期生メンバーオーディション』の最終審査を開催[10]。全応募者2万2509名から3次審査を通過した45名が最終審査に臨み、22名の合格者が決定される[10]。直後に開かれたお披露目会見でフォトセッション終了後、乃木坂46運営委員会委員長の今野義雄からグループ名を「欅坂46」に変更することが発表された[10][54]。この後、1名が辞退し、21名で活動を開始する[55]。
- 10月5日（4日深夜）、初のレギュラー番組『欅って、書けない？』（テレビ東京）の放送が開始される[56][57]。
- 11月14日、欅坂46公式サイトにメンバーブログを開設する[58]。
- 11月14日 - 15日、初のイベント『お見立て会』をZepp DiverCityにて開催した[59]。
- 11月30日、冠番組『欅って、書けない？』内で、新メンバーとして長濱ねるの加入が発表される[17]。ただし、長濱は最終オーディションを受けていないため、アンダーグループとして設けられた「けやき坂46」（現・日向坂46）のメンバーとして活動すること、同時に同グループのメンバーを追加募集することが発表された[17]。
- 12月19日 - 20日、関東各所（19日に3か所、20日に2か所）で握手会を開催[60][61][62]。

#### 2016年
- 1月16日 - 17日、『新春！ おもてなし会』をZeppブルーシアター六本木にて開催[63]。
- 3月17日、初めての単独ライブ『欅坂46 生中継！ デビューカウントダウンライブ!!』を東京国際フォーラムにて開催[64][65]。
- 4月2日、初の冠ラジオ番組『欅坂46 こちら有楽町星空放送局』（ニッポン放送）の放送が開始される[66]。
- 4月6日、1stシングル『サイレントマジョリティー』を発売[19][20]。発売初週に約26万2000枚を売り上げ、オリコン1位を獲得した。女性アーティストのデビューシングル初週推定売上は、当時歴代1位の記録であった[注釈 3][注釈 8][19]。
- 7月17日、初主演ドラマ『徳山大五郎を誰が殺したか?』（テレビ東京）の放送が開始[67]。
- 8月10日、2ndシングル『世界には愛しかない』を発売[68]。
- 10月22日、横浜アリーナにて開催された『PERFECT HALLOWEEN 2016』に出演[69]。この時の衣装について、黒の帽子やマントなどがナチス・ドイツの軍服に似ているとして、2016年10月から11月にかけてソーシャルメディアなどで批判されているとイギリスのデイリー・ミラー電子版などが報じた[70][71]。
- 11月21日、トラベルプリペイドカード「マネパカード（マネーパートナーズ）」の宣伝部員に就任[72]。
- 11月29日、オリコン2016年ブレイク女性アーティストランキングで1位を獲得[73]。
- 11月30日、3rdシングル『二人セゾン』を発売[74]。
- 12月7日、『Yahoo!検索大賞2016』のパーソンカテゴリー・アイドル部門を受賞[75]。
- 12月24日、同年中に発売したシングル3作品による合計年間売上が約16億3000万円を記録し、『オリコン年間ランキング2016』のアーティストトータルセールス・新人部門で1位を獲得した[76]。
- 12月24日 - 25日、有明コロシアムにて初のワンマンライブを開催[64][77]。
- 12月31日、1stシングルの表題曲「サイレントマジョリティー」で『第67回NHK紅白歌合戦』（NHK総合・ラジオ第1）に紅組歌手として初出場[78]。

#### 2017年
- 1月21日、3rdシングル『二人セゾン』の発売記念全国握手会（幕張メッセ）のミニライブで菅井友香がキャプテン、守屋茜が副キャプテンに任命されたことが発表された[79]。同日には、『欅坂46キャプテン・副キャプテン就任式』（SHOWROOM）を配信した[80]。
- 2月27日、第31回日本ゴールドディスク大賞の「ニューアーティスト・オブ・ザ・イヤー賞 邦楽部門」を受賞[81]
- 4月5日、4thシングル『不協和音』を発売[82]。
- 4月6日、『欅坂46デビュー1周年記念ライブ』を国立代々木競技場第一体育館にて開催[64][83]。
- 6月24日、ファンクラブを開設[84]。同日、千葉県・幕張メッセで開催されていた握手会で、平手友梨奈と柿崎芽実のペアレーンにて発煙筒が焚かれる事件が発生した[85]。なお、犯人は刃わたり12.6センチの果物ナイフも所持していたため、駆けつけた警察によって銃刀法違反の現行犯で逮捕された[85]。
- 7月19日、1stアルバム『真っ白なものは汚したくなる』を発売[86]。
- 7月22日 - 23日、『欅共和国2017』をコニファーフォレストにて開催[64][87]。
- 8月2日 - 30日、『欅坂46 全国ツアー2017「真っ白なものは汚したくなる」』を開催[注釈 9][64][88][89]。
- 9月24日、長濱ねるのけやき坂46兼任が解除され、欅坂46専任となる[90][91]。
- 9月27日、『MTV VMAJ 2017』の特別賞「Best Buzz Award」を受賞[92]。
- 10月25日、5thシングル「風に吹かれても」を発売[93]。
- 12月6日、『Yahoo!検索大賞2017』のパーソンカテゴリー・アイドル部門を2年連続で受賞[94]。
- 12月8日、『ビルボードジャパン年間チャート2017』のアーティスト・ランキングで2位を獲得[95][96]。
- 12月31日、4thシングル表題曲「不協和音」で『第68回NHK紅白歌合戦』（NHK総合・ラジオ第1）に紅組歌手として2年連続2回目の出場[97][98]。

#### 2018年
- 3月7日、6thシングル『ガラスを割れ！』を発売[99]。
- 4月6日 - 8日、『欅坂46 2nd YEAR ANNIVERSARY LIVE』を武蔵野の森総合スポーツプラザ メインアリーナにて開催[64][100]。述べ2万4000人を動員した[100]。
- 6月8日、『ビルボードジャパン2018年上半期チャート』総合ソング・チャートで「ガラスを割れ！」が2位を獲得[101][102]。
- 7月20日 - 22日、『欅共和国2018』をコニファーフォレストにて開催[64][103]。
- 8月15日、7thシングル「アンビバレント」を発売[104][105]。
- 8月11日 - 9月5日、『欅坂46 夏の全国アリーナツアー2018』を開催[注釈 10][64][106][107]。
- 8月19日、乃木坂46・欅坂46・けやき坂46の3グループによる『坂道合同新規メンバー募集オーディション』の最終審査を実施し、38名が合格[108][109]。これに先立ち、4月に全国各地で『坂道合同新規メンバーオーディションセミナー』が開催された[110][111]。
- 9月13日 - 17日、複合施設『渋谷ストリーム』内の渋谷ストリームホールで開業記念イベントを開催[注釈 11][112][113]。
- 9月26日、グループ初のライブ映像を記録したDVD・BD『欅共和国2017』を発売[115]。発売初週の合算売上は8万3000枚を記録し、オリコン週間ランキングでは、初登場DVD・BDの各部門と、DVD・BDの合算売上ランキングで1位を獲得した[115]。1st音楽映像作品のDVD・BD同時1位は史上初の記録である[115]。
- 10月10日、『MTV VMAJ 2018』の最優秀邦楽グループビデオ賞を「アンビバレント」ミュージック・ビデオが受賞[116]。
- 11月10日、『坂道合同オーディション』の合格者のうち9名が欅坂46の2期生として加入する[注釈 12][117][118]。
- 11月14日、『第31回小学館DIMEトレンド大賞』のキャラクター賞を受賞[119]。
- 11月16日 - 25日、「ザンビプロジェクト」の一環として、TOKYO DOME CITY HALLにて上演され、乃木坂46、欅坂46、けやき坂46の3グループが初めて共演した舞台『ザンビ』に出演[120][121]。
- 12月10日、『欅坂46二期生/けやき坂46三期生「お見立て会」』が日本武道館にて開催された[122]。同イベントで二期生がステージデビュー[122]。
- 12月31日、6thシングル表題曲「ガラスを割れ！」で『第69回NHK紅白歌合戦』（NHK総合・ラジオ第1）に紅組歌手として3年連続3回目の出場[123][124]。

#### 2019年
- 2月7日 - 17日、「ザンビプロジェクト」第4弾として舞台『ザンビ〜Theater's end〜』（天王洲 銀河劇場）を上演[125]。
- 2月11日、アンダーグループのけやき坂46（ひらがなけやき）が日向坂46に改名し、欅坂46から独立[43][126]。
- 2月27日、8thシングル『黒い羊』を発売[21][127]。
- 4月4日 - 5月11日、『欅坂46 3rd YEAR ANNIVERSARY LIVE』を大阪フェスティバルホールと日本武道館にて開催[注釈 13][128][129]。
- 4月20日 - 28日、『欅坂46 二期生「おもてなし会」』を丸善インテックアリーナ大阪と武蔵野の森総合スポーツプラザにて開催[130][131]。
- 7月5日 - 7日、『欅共和国2019』をコニファーフォレストにて開催[132]。
- 7月30日、長濱ねるの卒業イベント『ありがとうをめいっぱい伝える日』を幕張メッセにて開催[133][134]。
- 7月31日 - 8月11日、「ザンビプロジェクト」第5弾として舞台（渋谷ヒカリエ）『ザンビ THE ROOM 最後の選択』を上演[135]。
- 8月14日、ライブ映像作品『欅共和国2018』を発売[136]。発売初週に合算約7万6000枚を売り上げ、オリコン週間ランキングでは、前作の『欅共和国2017』に続き2作連続で初登場DVD・BDの2部門同時1位を獲得[136]。DVDとBDの売り上げを合算したランキングでも前作に続き1位を獲得し、映像ランキング初の「1st音楽映像作品から2作連続の映像3部門同時1位獲得」を記録[136]。
- 8月16日 - 9月19日、『欅坂46 夏の全国アリーナツアー2019』を開催[137][138][139]。
- 9月18日、『MTV VMAJ 2019』の「最優秀邦楽グループビデオ賞」を「黒い羊」ミュージック・ビデオが受賞[140]。
- 11月21日、欅坂46初のコラボカフェを東京、大阪、名古屋にて開催[141]。オリジナルメニューや限定グッズを販売[141]。
- 12月8日、年内の発売を予定していた9thシングルの発売延期を発表[142][143]。
- 12月31日、4thシングル表題曲「不協和音」で『第70回NHK紅白歌合戦』（NHK総合・ラジオ第1）に紅組歌手として4年連続4回目の出場[144]。

#### 2020年
- 1月29日、グループ初の東京ドーム公演を収録したDVD・BDである『欅坂46 LIVE at 東京ドーム 〜ARENA TOUR 2019 FINAL〜』を発売[145]。同年2月6日付のオリコン週間DVD・BDランキングによる初週推定売上はDVDが約3万6000枚、BDが約6万3000枚でともに初登場1位を獲得[145]。DVDとBDの同時1位は、3作連続通算3作目。音楽作品のDVDとBDを合計した「ミュージックDVD・BDランキング」でも合計推定売上9万9000枚で1位を獲得[145]。歴代1位タイの「1st音楽映像作品から連続3部門同時1位」記録を3作に更新し、単独1位となった[145]。
- 2月16日、「坂道研修生 配属発表 SHOWROOM」（SHOWROOM）の配信にて、坂道研修生から欅坂46の二期生として6名の加入が発表された[146]。
- 7月16日、初の無観客ワンマンライブ『KEYAKIZAKA46 Live Online, but with YOU!』を開催[23][24]。同ライブにて、10月開催ラストライブをもって「欅坂46」としての活動を終了し、新しいグループ名で活動を開始することを発表[23][24]。
- 8月12日、ライブ映像作品『欅共和国2019』を発売[147]。
- 8月21日、欅坂46として最後のシングル「誰がその鐘を鳴らすのか？」を配信限定で発売[148]。
- 9月4日、欅坂46初のドキュメンタリー映画『僕たちの嘘と真実 Documentary of 欅坂46』を公開[注釈 14][151]。
- 9月20日、東京・渋谷スクランブル交差点の街頭ビジョンで新グループ名「櫻坂46」をサプライズ発表[26][27]。
- 9月21日、新グループ名を公式サイトで発表[152]。
- 10月7日、欅坂46として初のベストアルバム『永遠より長い一瞬 〜あの頃、確かに存在した私たち〜』を発売[153]。
- 10月12日、冠番組『欅って、書けない？』の放送が終了[154]。
- 10月12日・13日、欅坂46としての最後のライブ『欅坂46 THE LAST LIVE』を国立代々木競技場第一体育館にて無観客で開催[注釈 15][4][5]。この日をもって、欅坂46としての活動を休止した[4][5][152]。

### 櫻坂46 時代

#### 2020年
- 10月14日、この日より櫻坂46として活動開始[28]。
- 10月19日（18日深夜）、冠番組が『そこ曲がったら、櫻坂？』（テレビ東京）にリニューアルして放送開始[156]。
- 12月8日、『櫻坂46 デビューカウントダウンライブ!!』を東京国際フォーラムにて無観客で開催[157]。
- 12月9日、櫻坂46としての1stシングル『Nobody's fault』を発売[29][158]。
- 12月31日、1stシングル表題曲「Nobody's fault」で『第71回NHK紅白歌合戦』（NHK総合・ラジオ第1）に紅組歌手として出場[159][160]。

#### 2021年
- 1月4日、グループの新体制を発表[161]。キャプテンは菅井友香が続投し、副キャプテンは守屋茜に代わって2期生の松田里奈が務める[161]。
- 2月25日、RPGアプリ『サマナーズウォー: Sky Arena』の公式アンバサダーに就任[162]。
- 4月14日、2ndシングル『BAN』を発売[163][164]。
- 6月16日 - 6月18日、『櫻坂46 BACKS LIVE!!』を舞浜アンフィシアターにて開催[165]。
- 7月9日 - 11日、日向坂46との初の合同ライブイベント『W-KEYAKI FES. 2021』をコニファーフォレストにて開催[166]。7月9日公演で、山﨑天が櫻坂46のファンを「Buddies」と命名[7]。
- 9月11日 - 10月31日、グループ名改名後初の全国ツアー『櫻坂46 1st TOUR 2021』を開催[167][168]。
- 10月13日、3rdシングル「流れ弾」を発売[169][170]。
- 11月15日、「2021 MTV EMA（ヨーロッパ・ミュージック・アワード）」において、ベスト・ジャパン・アクト賞を受賞[171]。
- 11月25日、『MTV VMAJ 2021』の「最優秀邦楽新人アーティストビデオ賞」を「流れ弾」のミュージックビデオが受賞[172]。
- 12月9日 - 10日、『櫻坂46 1st YEAR ANNIVERSARY LIVE』を日本武道館にて開催[173][174]。最終日にて守屋茜、渡辺梨加卒業セレモニー
- 12月31日、3rdシングル表題曲「流れ弾」で『第72回NHK紅白歌合戦』（NHK総合・ラジオ第1）に紅組歌手として2年連続2回目の出場[175]。

#### 2022年
- 1月8日 - 9日、3rdシングル「流れ弾」の3列目メンバーによる『櫻坂46 3rd Single BACKS LIVE!!』を東京ガーデンシアターにて開催[176][177]。
- 4月6日、4thシングル「五月雨よ」を発売[178][179]。
- 5月21日 - 22日、『渡邉理佐 卒業コンサート』を国立代々木競技場第一体育館にて開催[180][181]。
- 8月3日、1stアルバム『As you know?』を発売[182][183]。
- 8月19日 - 20日、『W-KEYAKI FES. 2022』をコニファーフォレストにて開催[注釈 16][184][186]。
- 9月29日 - 11月9日、『櫻坂46 2nd TOUR 2022 “As you know?”』を開催[注釈 17][188][189]。
- 10月19日、ライブ映像作品『1st YEAR ANNIVERSARY LIVE 〜with Graduation Ceremony〜』を発売[190]。
- 11月2日、『MTV VMAJ 2022』の「Group of the Year」を受賞[191]。
- 11月8日、菅井友香の卒業に伴い11月10日から松田里奈が櫻坂46の2代目キャプテンに就任することが発表された[192]。
- 12月7日、ライブ映像作品『櫻坂46 RISA WATANABE GRADUATION CONCERT』を発売[193]。
- 12月8日 - 9日、『櫻坂46 2nd YEAR ANNIVERSARY 〜Buddies感謝祭〜』を日本武道館にて開催[194][195]。

#### 2023年

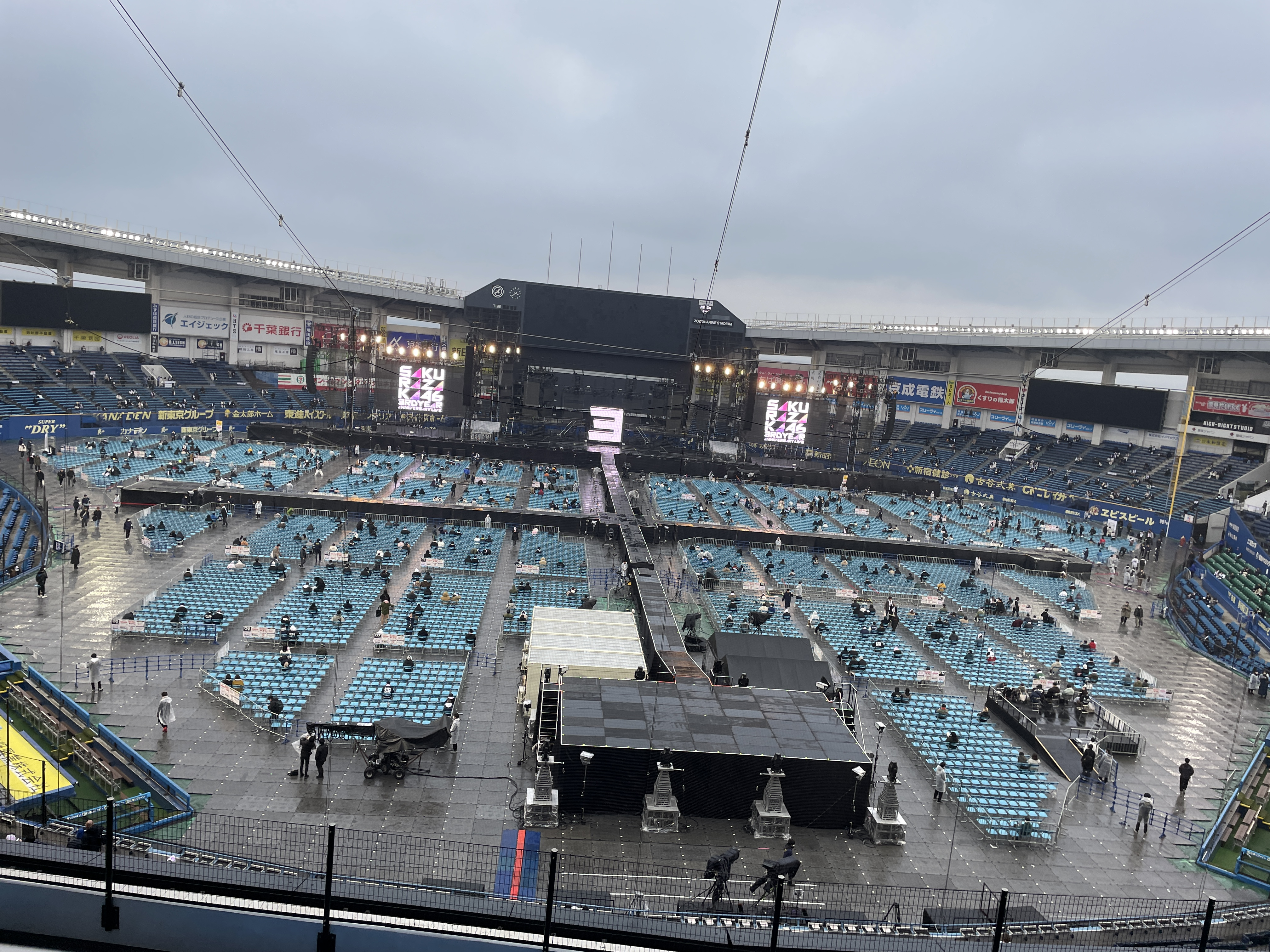
櫻坂46「3rd YEAR ANNIVERSARY LIVE」
ZOZOマリンスタジアムにて

- 1月5日、公式サイトにて、『櫻坂46 新メンバーオーディション』の合格者11名の加入を発表[196][197]。
- 2月15日、5thシングル「桜月」を発売[198][199]。
- 3月4日 - 5日、『櫻坂46 三期生「おもてなし会」』をぴあアリーナMMにて開催[200][201]。
- 4月12日 - 6月1日、『櫻坂46 3rd TOUR 2023』を開催[注釈 18][203][204]。
- 6月28日、6thシングル『Start over!』を発売[205][206]。
- 10月18日、7thシングル『承認欲求』を発売[207][208]。
- 11月3日 - 12月3日、乃木坂46・櫻坂46・日向坂46による合同イベント『新参者 LIVE at THEATER MILANO-Za』をTHEATER MILANO-Zaにて開催[注釈 19][209][210]
- 11月22日、『MTV VMAJ 2023』の「最優秀ダンスビデオ賞」を「Start Over!」のミュージックビデオが受賞[211]。
- 11月25日 - 26日、『櫻坂46 3rd YEAR ANNIVERSARY LIVE』をZOZOマリンスタジアムにて開催[212][213]。
- 12月31日、6thシングル表題曲「Start over!」で『第74回NHK紅白歌合戦』（NHK総合・ラジオ第1）に紅組歌手として2年ぶり3回目の出場[214]。

#### 2024年
- 1月15日 - 23日、『櫻坂46 7th Single BACKS LIVE!!』を開催[注釈 20][215][216]
- 1月31日 - 2月1日、『小林由依 卒業コンサート』を国立代々木競技場第一体育館にて開催[217][218]。
- 2月21日、8thシングル「何歳の頃に戻りたいのか？」を発売[31][219]。
- 3月2日 - 6月16日、『櫻坂46 4th ARENA TOUR 2024 新・櫻前線 -Go on back?-』を開催[注釈 21][222][223][224]。
- 5月9日 - 10日、『櫻坂46 8th Single BACKS LIVE!!』を幕張イベントホールにて開催[225][226]。
- 6月26日、9thシングル『自業自得』を発売[227][228][229]。
- 8月23日 - 25日、『櫻坂46 9th Single BACKS LIVE!!』を幕張イベントホールにて開催[230][231]。
- 10月23日、10thシングル『I want tomorrow to come』を発売[232][233]。
- 11月23日 - 24日、『櫻坂46 4th YEAR ANNIVERSARY LIVE』をZOZOマリンスタジアムにて開催[234][235]。
- 12月3日 - 5日、『櫻坂46 10th Single BACKS LIVE!!』を幕張イベントホールにて開催[236][237]。12月4日の公演では、齋藤冬優花の卒業セレモニーが実施された[注釈 22][239][240]。
- 12月31日、9thシングル表題曲「自業自得」で『第75回NHK紅白歌合戦』（NHK総合・ラジオ第1）に紅組歌手として2年連続4回目の出場[241][242]。

#### 2025年
- 2月19日、11thシングル『UDAGAWA GENERATION』を発売[243]。
- 3月6日 - 3月7日、『櫻坂46 11th Single BACKS LIVE!!』を武蔵野の森総合スポーツプラザ メインアリーナにて開催[244][245]。
- 3月20日、幕張イベントホールにて『Buddies感謝祭 2025』『小池美波 卒業セレモニー』を開催[246]。
- 4月15日、『櫻坂46 新メンバーオーディション』に合格した四期生9名の加入を発表[247][248]。
- 4月26日 - 8月24日、『全国ツアー2025』を開催[注釈 23][249]。
- 4月30日、2ndアルバム『Addiction』を発売[250]。
- 6月20日、『櫻坂46 四期生 First Showcase』（有明アリーナ）を開催[251]。
- 6月25日、12thシングル『Make or Break』を発売[252]。

## メンバー

### 現メンバー
| 名前       | よみ            | 生年月日               | 出身地   | 血液型 | 身長    | 加入期 | 脚注                |
| ---------- | --------------- | ---------------------- | -------- | ------ | ------- | ------ | ------------------- |
| 井上梨名   | いのうえ りな   | 2001年1月29日（24歳）  | 兵庫県   | A型    | 163cm   | 二期生 | [ 253 ]             |
| 遠藤光莉   | えんどう ひかり | 1999年4月17日（26歳）  | 神奈川県 | A型    | 163.3cm | 二期生 | [ 注釈 24 ] [ 254 ] |
| 大園玲     | おおぞの れい   | 2000年4月18日（25歳）  | 鹿児島県 | A型    | 163cm   | 二期生 | [ 255 ]             |
| 大沼晶保   | おおぬま あきほ | 1999年10月12日（25歳） | 静岡県   | B型    | 161cm   | 二期生 | [ 256 ]             |
| 幸阪茉里乃 | こうさか まりの | 2002年12月19日（22歳） | 三重県   | O型    | 154.5cm | 二期生 | [ 注釈 25 ] [ 257 ] |
| 武元唯衣   | たけもと ゆい   | 2002年3月23日（23歳）  | 滋賀県   | O型    | 158.5cm | 二期生 | [ 258 ]             |
| 田村保乃   | たむら ほの     | 1998年10月21日（26歳） | 大阪府   | A型    | 163cm   | 二期生 | [ 259 ]             |
| 藤吉夏鈴   | ふじよし かりん | 2001年8月29日（23歳）  | 大阪府   | A型    | 166.5cm | 二期生 | [ 260 ]             |
| 増本綺良   | ますもと きら   | 2002年1月12日（23歳）  | 兵庫県   | A型    | 158.4cm | 二期生 | [ 261 ]             |
| 松田里奈   | まつだ りな     | 1999年10月13日（25歳） | 宮崎県   | O型    | 159.5cm | 二期生 | [ 262 ]             |
| 森田ひかる | もりた ひかる   | 2001年7月10日（24歳）  | 福岡県   | B型    | 150.5cm | 二期生 | [ 263 ]             |
| 守屋麗奈   | もりや れな     | 2000年1月2日（25歳）   | 東京都   | AB型   | 154cm   | 二期生 | [ 264 ]             |
| 山﨑天     | やまさき てん   | 2005年9月28日（19歳）  | 大阪府   | A型    | 168.4cm | 二期生 | [ 265 ]             |
| 石森璃花   | いしもり りか   | 2002年1月13日（23歳）  | 群馬県   | B型    | 159cm   | 三期生 | [ 266 ] [ 267 ]     |
| 遠藤理子   | えんどう りこ   | 2006年1月9日（19歳）   | 埼玉県   | A型    | 155cm   | 三期生 | [ 268 ] [ 269 ]     |
| 小田倉麗奈 | おだくら れいな | 2004年7月25日（21歳）  | 東京都   | A型    | 163cm   | 三期生 | [ 270 ] [ 271 ]     |
| 小島凪紗   | こじま なぎさ   | 2005年7月7日（20歳）   | 長野県   | 不明   | 165cm   | 三期生 | [ 272 ] [ 273 ]     |
| 谷口愛季   | たにぐち あいり | 2005年4月12日（20歳）  | 山口県   | O型    | 151cm   | 三期生 | [ 274 ] [ 275 ]     |
| 中嶋優月   | なかしま ゆづき | 2003年2月17日（22歳）  | 福岡県   | A型    | 162cm   | 三期生 | [ 276 ] [ 277 ]     |
| 的野美青   | まとの みお     | 2006年11月8日（18歳）  | 福岡県   | AB型   | 167cm   | 三期生 | [ 278 ] [ 279 ]     |
| 向井純葉   | むかい いとは   | 2006年5月9日（19歳）   | 広島県   | AB型   | 163cm   | 三期生 | [ 280 ] [ 281 ]     |
| 村井優     | むらい ゆう     | 2004年8月18日（21歳）  | 東京都   | B型    | 156cm   | 三期生 | [ 282 ] [ 283 ]     |
| 村山美羽   | むらやま みう   | 2005年2月15日（20歳）  | 東京都   | O型    | 168cm   | 三期生 | [ 284 ] [ 285 ]     |
| 山下瞳月   | やました しづき | 2005年1月22日（20歳）  | 京都府   | A型    | 152cm   | 三期生 | [ 286 ] [ 287 ]     |
| 浅井恋乃未 | あさい このみ   | 2004年12月22日（20歳） | 埼玉県   | A型    | 156cm   | 四期生 | [ 288 ] [ 289 ]     |
| 稲熊ひな   | いなぐま ひな   | 2006年3月9日（19歳）   | 愛知県   | AB型   | 156cm   | 四期生 | [ 290 ] [ 291 ]     |
| 勝又春     | かつまた はる   | 2004年1月24日（21歳）  | 京都府   | A型    | 167cm   | 四期生 | [ 292 ] [ 293 ]     |
| 佐藤愛桜   | さとう ねお     | 2006年12月1日（18歳）  | 佐賀県   | O型    | 157cm   | 四期生 | [ 294 ] [ 295 ]     |
| 中川智尋   | なかがわ ちひろ | 2007年9月16日（17歳）  | 長崎県   | O型    | 157cm   | 四期生 | [ 296 ] [ 297 ]     |
| 松本和子   | まつもと わこ   | 2005年2月6日（20歳）   | 千葉県   | O型    | 162cm   | 四期生 | [ 298 ] [ 291 ]     |
| 目黒陽色   | めぐろ ひいろ   | 2006年1月24日（19歳）  | 埼玉県   | A型    | 169.4cm | 四期生 | [ 299 ] [ 300 ]     |
| 山川宇衣   | やまかわ うい   | 2005年9月19日（19歳）  | 宮城県   | 不明   | 159cm   | 四期生 | [ 301 ] [ 302 ]     |
| 山田桃実   | やまだ ももみ   | 2008年7月20日（17歳）  | 岡山県   | AB型   | 164cm   | 四期生 | [ 303 ] [ 304 ]     |

### 元メンバー
| 名前       | よみ            | 生年月日               | 出身地   | 血液型 | 身長    | 加入期 | 最終在籍日     | 現在の所属事務所ほか             | 脚注                                                |
| ---------- | --------------- | ---------------------- | -------- | ------ | ------- | ------ | -------------- | -------------------------------- | --------------------------------------------------- |
| 鈴木泉帆   | すずき みづほ   | 2000年10月7日（24歳）  | 愛知県   |        |         | 一期生 | 不明           |                                  | [ 54 ] [ 305 ] [ 306 ]                              |
| 原田まゆ   | はらだ まゆ     | 1998年5月2日（27歳）   | 東京都   | B型    | 163cm   | 一期生 | 2015年11月11日 |                                  | [ 307 ] [ 308 ] [ 309 ]                             |
| 今泉佑唯   | いまいずみ ゆい | 1998年9月30日（26歳）  | 神奈川県 | O型    | 153cm   | 一期生 | 2018年11月4日  | 1623マネジメント                 | [ 310 ] [ 311 ] [ 312 ]                             |
| 志田愛佳   | しだ まなか     | 1998年11月23日（26歳） | 新潟県   | A型    | 169cm   | 一期生 | 2018年11月16日 |                                  | [ 注釈 26 ] [ 313 ] [ 319 ] [ 320 ] [ 317 ] [ 318 ] |
| 米谷奈々未 | よねたに ななみ | 2000年2月24日（25歳）  | 大阪府   | B型    | 159cm   | 一期生 | 2019年2月10日  |                                  | [ 注釈 27 ] [ 321 ] [ 326 ]                         |
| 長濱ねる   | ながはま ねる   | 1998年9月4日（26歳）   | 長崎県   | O型    | 159cm   | 特例   | 2019年7月30日  | フラーム                         | [ 134 ] [ 327 ] [ 328 ]                             |
| 織田奈那   | おだ なな       | 1998年6月4日（27歳）   | 静岡県   | O型    | 162cm   | 一期生 | 2020年1月23日  | seju                             | [ 329 ] [ 330 ] [ 331 ]                             |
| 鈴本美愉   | すずもと みゆ   | 1997年12月5日（27歳）  | 愛知県   | AB型   | 156cm   | 一期生 | 2020年1月23日  |                                  | [ 注釈 28 ] [ 332 ] [ 335 ]                         |
| 平手友梨奈 | ひらて ゆりな   | 2001年6月25日（24歳）  | 愛知県   | O型    | 163cm   | 一期生 | 2020年1月23日  | クラウドナイン                   | [ 336 ] [ 337 ]                                     |
| 長沢菜々香 | ながさわ ななこ | 1997年4月23日（28歳）  | 山形県   | A型    | 158cm   | 一期生 | 2020年3月31日  |                                  | [ 注釈 29 ] [ 338 ] [ 342 ] [ 343 ]                 |
| 石森虹花   | いしもり にじか | 1997年5月7日（28歳）   | 宮城県   | A型    | 162.7cm | 一期生 | 2020年9月30日  |                                  | [ 344 ] [ 345 ] [ 346 ]                             |
| 佐藤詩織   | さとう しおり   | 1996年11月16日（28歳） | 東京都   | A型    | 161cm   | 一期生 | 2020年10月13日 |                                  | [ 347 ] [ 348 ]                                     |
| 松平璃子   | まつだいら りこ | 1998年5月5日（27歳）   | 東京都   | O型    | 169cm   | 二期生 | 2021年3月14日  |                                  | [ 注釈 30 ] [ 349 ] [ 352 ] [ 353 ]                 |
| 守屋茜     | もりや あかね   | 1997年11月12日（27歳） | 宮城県   | A型    | 163.5cm | 一期生 | 2021年12月19日 | テンカラット                     | [ 354 ] [ 355 ] [ 356 ]                             |
| 渡辺梨加   | わたなべ りか   | 1995年5月16日（30歳）  | 茨城県   | O型    | 166.5cm | 一期生 | 2021年12月19日 |                                  | [ 357 ] [ 358 ]                                     |
| 渡邉理佐   | わたなべ りさ   | 1998年7月27日（27歳）  | 茨城県   | O型    | 167cm   | 一期生 | 2022年5月22日  |                                  | [ 359 ] [ 360 ] [ 361 ]                             |
| 原田葵     | はらだ あおい   | 2000年5月7日（25歳）   | 東京都   | AB型   | 156cm   | 一期生 | 2022年6月11日  | フジテレビジョン                 | [ 362 ] [ 363 ] [ 364 ]                             |
| 尾関梨香   | おぜき りか     | 1997年10月7日（27歳）  | 神奈川県 | O型    | 156.5cm | 一期生 | 2022年9月11日  |                                  | [ 365 ] [ 366 ]                                     |
| 菅井友香   | すがい ゆうか   | 1995年11月29日（29歳） | 東京都   | AB型   | 165cm   | 一期生 | 2022年11月9日  | トップコート                     | [ 367 ] [ 368 ] [ 369 ]                             |
| 関有美子   | せき ゆみこ     | 1998年6月29日（27歳）  | 福岡県   | A型    | 167cm   | 二期生 | 2023年4月30日  |                                  | [ 370 ] [ 371 ]                                     |
| 土生瑞穂   | はぶ みづほ     | 1997年7月7日（28歳）   | 東京都   | A型    | 171.6cm | 一期生 | 2023年11月25日 | エースクルー・エンタテインメント | [ 注釈 31 ] [ 372 ] [ 373 ] [ 374 ] [ 375 ]         |
| 小林由依   | こばやし ゆい   | 1999年10月23日（25歳） | 埼玉県   | A型    | 161cm   | 一期生 | 2024年2月1日   |                                  | [ 376 ] [ 377 ]                                     |
| 齋藤冬優花 | さいとう ふゆか | 1998年2月15日（27歳）  | 東京都   | O型    | 158cm   | 一期生 | 2025年1月13日  | INFINITY                         | [ 注釈 32 ] [ 382 ] [ 379 ]                         |
| 上村莉菜   | うえむら りな   | 1997年1月4日（28歳）   | 千葉県   | O型    | 153.5cm | 一期生 | 2025年2月16日  |                                  | [ 383 ] [ 384 ] [ 385 ]                             |
| 小池美波   | こいけ みなみ   | 1998年11月14日（26歳） | 兵庫県   | B型    | 158.5cm | 一期生 | 2025年5月30日  |                                  | [ 386 ] [ 387 ] [ 388 ]                             |

### 構成の推移
| 年月日   | 出来事                                    | 増減 | 合計 | 期別 | 期別 | 期別 | 期別 | 期別 |
| 年月日   | 出来事                                    | 増減 | 合計 | 一期 | 特例 | 二期 | 三期 | 四期 |
| 2015年   | 出来事                                    | 増減 | 合計 | 一期 | 特例 | 二期 | 三期 | 四期 |
| -------- | ----------------------------------------- | ---- | ---- | ---- | ---- | ---- | ---- | ---- |
| 8月21日  | 一期生 22名合格                           | 22   | 22   | 22   |      |      |      |      |
|          | 欅坂46 合格者 鈴木泉帆 辞退               | -1   | 21   | 21   |      |      |      |      |
| 11月11日 | 欅坂46 一期生 原田まゆ 辞退               | -1   | 20   | 20   |      |      |      |      |
| 2016年   | 出来事                                    | 増減 | 合計 | 一期 | 特例 | 二期 | 三期 | 四期 |
| 6月27日  | 長濱ねる 欅坂46 兼任                      | +1   | 21   | 20   | 1    |      |      |      |
| 2017年   | 出来事                                    | 増減 | 合計 | 一期 | 特例 | 二期 | 三期 | 四期 |
| 9月24日  | 長濱ねる 欅坂46 専任                      |      | 21   | 20   | 1    |      |      |      |
| 2018年   | 出来事                                    | 増減 | 合計 | 一期 | 特例 | 二期 | 三期 | 四期 |
| 11月4日  | 今泉佑唯 卒業                             | -1   | 20   | 19   | 1    |      |      |      |
| 11月16日 | 志田愛佳 卒業                             | -1   | 19   | 18   | 1    |      |      |      |
| 11月10日 | 二期生 9名加入                            | +9   | 28   | 18   | 1    | 9    |      |      |
| 12月22日 | 米谷奈々未 卒業                           | -1   | 27   | 17   | 1    | 9    |      |      |
| 2019年   | 出来事                                    | 増減 | 合計 | 一期 | 特例 | 二期 | 三期 | 四期 |
| 7月30日  | 長濱ねる 卒業                             | -1   | 26   | 17   | -    | 9    |      |      |
| 2020年   | 出来事                                    | 増減 | 合計 | 一期 | 特例 | 二期 | 三期 | 四期 |
| 1月23日  | 織田奈那・鈴本美愉 卒業 / 平手友梨奈 脱退 | -3   | 23   | 14   | -    | 9    |      |      |
| 2月16日  | 坂道研修生（二期生） 6名配属              | +6   | 29   | 14   | -    | 15   |      |      |
| 3月31日  | 長沢菜々香 卒業                           | -1   | 28   | 13   | -    | 15   |      |      |
| 9月30日  | 石森虹花 卒業                             | -1   | 27   | 12   | -    | 15   |      |      |
| 10月13日 | 佐藤詩織 卒業                             | -1   | 26   | 11   | -    | 15   |      |      |
| 10月14日 | 櫻坂46に改名                              |      | 26   | 11   | -    | 15   |      |      |
| 2021年   | 出来事                                    | 増減 | 合計 | 一期 | 特例 | 二期 | 三期 | 四期 |
| 3月14日  | 松平璃子 卒業                             | -1   | 25   | 11   | -    | 14   |      |      |
| 12月19日 | 守屋茜・渡辺梨加 卒業                     | -2   | 23   | 9    | -    | 14   |      |      |
| 2022年   | 出来事                                    | 増減 | 合計 | 一期 | 特例 | 二期 | 三期 | 四期 |
| 5月22日  | 渡邉理佐 卒業                             | -1   | 22   | 8    | -    | 14   |      |      |
| 6月11日  | 原田葵 卒業                               | -1   | 21   | 7    | -    | 14   |      |      |
| 9月11日  | 尾関梨香 卒業                             | -1   | 20   | 6    | -    | 14   |      |      |
| 11月9日  | 菅井友香 卒業                             | -1   | 19   | 5    | -    | 14   |      |      |
| 2023年   | 出来事                                    | 増減 | 合計 | 一期 | 特例 | 二期 | 三期 | 四期 |
| 1月5日   | 三期生 11名加入                           | +11  | 30   | 5    | -    | 14   | 11   |      |
| 4月30日  | 関有美子 卒業                             | -1   | 29   | 5    | -    | 13   | 11   |      |
| 11月25日 | 土生瑞穂 卒業                             | -1   | 28   | 4    | -    | 13   | 11   |      |
| 2024年   | 出来事                                    | 増減 | 合計 | 一期 | 特例 | 二期 | 三期 | 四期 |
| 2月1日   | 小林由依 卒業                             | -1   | 27   | 3    | -    | 13   | 11   |      |
| 2025年   | 出来事                                    | 増減 | 合計 | 一期 | 特例 | 二期 | 三期 | 四期 |
| 1月13日  | 齋藤冬優花 卒業                           | -1   | 26   | 2    | -    | 13   | 11   |      |
| 2月16日  | 上村莉菜 卒業                             | -1   | 25   | 1    | -    | 13   | 11   |      |
| 4月15日  | 櫻坂46 四期生 9名 加入                    | +9   | 34   | 1    | -    | 13   | 11   | 9    |
| 5月30日  | 小池美波 卒業                             | -1   | 33   | -    | -    | 13   | 11   | 9    |

### 歴代キャプテン・副キャプテン
| 期間                         | キャプテン | 副キャプテン |        |
| 欅坂46                       | 欅坂46     | 欅坂46       | 欅坂46 |
| ---------------------------- | ---------- | ------------ | ------ |
| 2017年1月21日 - 2021年1月3日 | 菅井友香   | 守屋茜       |        |
| 櫻坂46                       |            |              |        |
| 2021年1月4日 - 2022年11月9日 | 菅井友香   | 松田里奈     |        |
| 2022年11月10日 -             | 松田里奈   |              |        |

### 選抜
欅坂46時代は、1stシングル『サイレントマジョリティー』から8thシングル『黒い羊』まで、一期生全員選抜制度を採用しており、これら全ての表題曲で平手友梨奈がセンターポジションを担当した。その後、発売が予定されていた9thシングルでは、表題曲における選抜制度の導入を、2019年9月9日の『欅って、書けない？』内で発表していた。同シングルでは、平手友梨奈がセンターポジションを担当することとなっていたが、同年12月8日に発売延期の発表があり、平手は同シングルの発売を待たずして翌年1月23日にグループから脱退した。MVの撮影も進められていたものの、結局、9thシングルは発売されていない。その後リリースされた欅坂46としてのラストシングル「誰がその鐘を鳴らすのか？」は、当時のメンバー28名が全員参加した。なお、同シングルでは、センターポジションは設けられていない。
櫻坂46時代は、1stシングルから5thシングルまでは「櫻エイト制度」と呼ばれる制度を導入しており、シングル収録楽曲で1列目と2列目を担当する「櫻エイト」と呼ばれるメンバーと、それ以外を担当する「BACKS」に分かれていた。6thシングルでは、一期生と二期生による全員選抜制度となったが、7thシングルからは初めて選抜制度が導入され、表題曲を歌唱する「選抜メンバー」と、歌唱しない「BACKS」に分かれた。

#### 欅坂46時代の選抜
欅坂46時代に発売したシングル表題曲の選抜を記載。
- ◎ - センター
- ○ - 1列目
- △ - 2列目
- ▲ - 3列目
- □ - 不明
- × - 諸事情により不参加

#### 櫻坂46時代の選抜
櫻坂46時代に発売したシングル表題曲の選抜を記載。
- ◎ - センター
- ○ - 1列目
- △ - 2列目
- ▲ - 3列目
- 無印 - 表題曲以外の新規収録曲に参加
- × - 諸事情により不参加

### 派生ユニット

#### ゆいちゃんず
ゆいちゃんずは、欅坂46メンバーによって結成されたフォークギターデュオ。
- 今泉佑唯、小林由依[421]

| 楽曲                   | 収録作品                                  |
| ---------------------- | ----------------------------------------- |
| 渋谷川                 | 1stシングル「サイレントマジョリティー」   |
| ボブディランは返さない | 2ndシングル「世界には愛しかない」         |
| チューニング           | 4thシングル「不協和音」                   |
| 1行だけのエアメール    | 1stアルバム『真っ白なものは汚したくなる』 |
| ゼンマイ仕掛けの夢     | 6thシングル「ガラスを割れ!」              |

#### てちねるゆいちゃんず
てちねるゆいちゃんずは、3rdシングル「二人セゾン」の収録曲「夕陽1/3」を歌唱するユニット。
- 今泉佑唯、小林由依、長濱ねる、平手友梨奈[427]

#### てち&ねる
てち&ねるは、4thシングル『不協和音』の収録曲「微笑みが悲しい」を歌唱するユニット。
- 長濱ねる、平手友梨奈[428]

#### 青空とMARRY
青空とMARRYは、2ndシングル『世界には愛しかない』の収録曲「青空が違う」、4thシングル『不協和音』の収録曲「割れたスマホ」、1stアルバム『真っ白なものは汚したくなる』の収録曲「ここにない足跡」、5thシングル『風に吹かれても』の収録曲「波打ち際を走らないか?」を歌唱するユニット。当初はおねえさんずという名称だった。「青空とMARRY」というユニット名の「青空」はこのユニットが最初にうたった「青空が違う」という曲に由来し、「MARRY」はM=愛佳（Manaka）、A=茜（Akane）、R=梨加（Rika）、R=理佐（Risa）、Y=友香（Yuuka）の5名の名前からなるローマ字の頭文字を組み合わせたものに「このユニットの誰かがいずれ結婚するときにほかの4人が結婚式に出席してみんなでお祝いしよう」という約束を込めて英語のMarry（…と結婚する、の意味）にかけたもの。
- 志田愛佳、菅井友香、守屋茜、渡辺梨加、渡邉理佐[429]

| 楽曲                   | 収録作品                                  |
| ---------------------- | ----------------------------------------- |
| 青空が違う             | 2ndシングル「世界には愛しかない」         |
| 割れたスマホ           | 4thシングル「不協和音」                   |
| ここにない足跡         | 1stアルバム『真っ白なものは汚したくなる』 |
| 波打ち際を走らないか？ | 5thシングル「風に吹かれても」             |

#### FIVE CARDS
FIVE CARDS（ファイヴ・カーズ）は、3rdシングル「二人セゾン」の収録曲「僕たちの戦争」を歌唱するユニット。
- 上村莉菜、長沢菜々香、土生瑞穂、渡辺梨加、渡邉理佐[427]

#### 五人囃子
五人囃子（ごにんばやし）は、1stアルバム『真っ白なものは汚したくなる』の収録曲「少女には戻れない」、5thシングル「風に吹かれても」の収録曲「結局、じゃあねしか言えない」の歌唱メンバーで構成されるユニット。
- 石森虹花、織田奈那、齋藤冬優花、佐藤詩織、土生瑞穂[434]

| 楽曲                       | 収録作品                                  |
| -------------------------- | ----------------------------------------- |
| 少女には戻れない           | 1stアルバム『真っ白なものは汚したくなる』 |
| 結局、じゃあねしか言えない | 5thシングル「風に吹かれても」             |

#### 156
156（いちころ）は、1stアルバム『真っ白なものは汚したくなる』の収録曲「バレエと少年」の歌唱メンバーで構成されるユニット。ユニット名の由来は、メンバーの平均身長が約156cmであることから。命名は尾関梨香。
- 上村莉菜、尾関梨香、小池美波、長沢菜々香、原田葵、米谷奈々未[436]

#### 線香姉妹
線香姉妹は、欅坂46の7thシングル「アンビバレント」の収録曲「302号室」を歌唱するユニット。
- 小林由依、土生瑞穂[438]

#### 少女フレンズ
少女フレンズは、欅坂46の8thシングル「黒い羊」の収録曲「ごめんねクリスマス」を歌唱するユニット。
- 上村莉菜、尾関梨香、長沢菜々香、渡辺梨加[439]

#### ふたりな
ふたりなは、櫻坂46の3rdシングル「流れ弾」の収録曲「On my way」を歌唱するユニット。
- 井上梨名、松田里奈

#### 坂道AKB
坂道AKBは、乃木坂46、欅坂46、日向坂46（旧けやき坂46）、AKB48グループメンバーによるコラボユニット。第1弾で制作された楽曲「誰のことを一番愛している？」のセンターポジションは欅坂46の平手友梨奈、第2弾で制作された楽曲「国境のない時代」のセンターポジションは欅坂46の長濱ねるが担当した。
第1弾
- 欅坂46
  - 今泉佑唯、菅井友香、◎平手友梨奈、渡辺梨加、渡邉理佐、長濱ねる

- 乃木坂46
  - 伊藤万理華、北野日奈子、齋藤飛鳥、寺田蘭世、星野みなみ、堀未央奈

- AKB48グループ
  - 岡田奈々（AKB48・STU48兼任）、小栗有以（AKB48）、小嶋真子（AKB48）、松井珠理奈（SKE48）、宮脇咲良（HKT48・AKB48兼任）、向井地美音（AKB48）

第2弾
- 欅坂46
  - 今泉佑唯、小林由依、菅井友香、◎長濱ねる、渡邉理佐

- けやき坂46
  - 加藤史帆

- 乃木坂46
  - 大園桃子、久保史緒里、齋藤飛鳥、堀未央奈、山下美月、与田祐希

- AKB48グループ
  - 岡田奈々（AKB48・STU48兼任）、岡部麟（AKB48）、小栗有以（AKB48）、松井珠理奈（SKE48）、宮脇咲良（HKT48・AKB48兼任）、向井地美音（AKB48）

第3弾
- 欅坂46
  - 小池美波、小林由依、菅井友香、鈴本美愉、土生瑞穂

- 乃木坂46
  - 梅澤美波、大園桃子、久保史緒里、山下美月、与田祐希

- 日向坂46
  - 加藤史帆、小坂菜緒、齊藤京子、佐々木美玲、渡邉美穂

- AKB48グループ
  - 梅山恋和（NMB48）、岡部麟（AKB48）、小栗有以（AKB48）、坂口渚沙（AKB48）、下尾みう（AKB48）、瀧野由美子（STU48）、田中美久（HKT48）、福岡聖菜（AKB48）、矢作萌夏（AKB48）、山内瑞葵（AKB48）

|   | 楽曲                     | 収録作品                             |
| - | ------------------------ | ------------------------------------ |
| 1 | 誰のことを一番 愛してる? | AKB48 47thシングル「シュートサイン」 |
| 2 | 国境のない時代           | AKB48 51stシングル「ジャーバージャ」 |
| 3 | 初恋ドア                 | AKB48 55thシングル「ジワるDAYS」     |

#### IZ4648
IZ4648は、2018年12月12日放送の『2018 FNS歌謡祭 第2夜』で欅坂46、乃木坂46、AKB48グループ、IZ*ONEメンバー24名で結成されたコラボユニット。AKB48の55thシングル「ジワるDAYS」にはカップリング曲として「必然性」が収録されている。
- 欅坂46[446]
  - 小池美波、菅井友香、渡邉理佐、長濱ねる、小林由依、土生瑞穂
- 乃木坂46[446]
  - 梅澤美波、齋藤飛鳥、西野七瀬、白石麻衣、堀未央奈、山下美月
- AKB48グループ[446]
  - 小栗有以（AKB48）、柏木由紀（AKB48・NGT48兼任）、指原莉乃（HKT48）、岡田奈々（AKB48・STU48兼任）、横山由依（AKB48）、須田亜香里（SKE48）
- IZ*ONE[446]
  - クォン・ウンビ、本田仁美、チャン・ウォニョン、宮脇咲良、チョ・ユリ、矢吹奈子

### オーディション

#### 鳥居坂46 1期生メンバーオーディション
- 応募資格：2015年7月10日時点で満12歳から20歳の女子[447]。
- 応募総数：2万2509名[10]。
- 一次審査：書類選考[447]。
- 二次審査：面接（2015年7月24日 - 8月2日、福岡市・大阪市・名古屋市・札幌市・仙台市・東京都）[447]。
- 三次審査：実技（2015年8月21日、東京都）[447]。
- 最終審査：2015年8月21日に実施、合格者22名[10]。
- 最終合格者：欅坂46の結成メンバーとして活動を開始[10]。

#### 櫻坂46 新メンバーオーディション（2022年）
- 応募資格：2022年7月4日時点で満12歳から20歳の女子[448]。
- 応募総数：4万5014名[197]。
- 一次審査：書類選考[448]。
- 二次審査：オンライン（2022年7月26日 - 7月29日）[448]。
- 三次審査：面談審査①（2022年8月14日、大阪・2022年8月18日 - 8月19日、東京）[448]。
- 四次審査：面談審査②（2022年8月27日、東京）[448]。
- 研修生（メンバー候補生）最終審査:（2022年8月28日、東京）[448]。
- 研修生（研修期間）：3カ月程度、2022年9月～11月予定[448]。ただし研修生に選ばれた後、新メンバーとしての合格に至らない場合もある[448]。
- 最終合格者：2023年1月5日に新メンバー11名の加入が発表された[196][197]。5日正午に櫻坂46の公式YouTubeチャンネルにてティザー動画が公開され[196][197]、発表に合わせて「三期生お披露目特設サイト」を開設[449]。

#### 櫻坂46 新メンバーオーディション（2024年）
- 応募資格：2024年9月6日時点で満12歳から20歳の女子[450]。
- 応募期間：2024年8月5日12:00から9月9日17:00まで[450][注釈 37]
- 一次審査：書類選考[450]。
- 二次審査：オンライン（2024年10月5日 - 10月8日）[450]。
- 三次審査：面談審査①（2024年10月26日・27日、東京 / 2024年11月2日、札幌・福岡 / 2024年11月3日、大阪・仙台 / 2024年11月4日、名古屋）[450]。
- 四次審査：面談審査②（2024年12月21日、東京）[450]。
- 研修生最終審査：面談審査③（2024年12月22日、東京）[450]。
- 最終合格者：2025年4月15日に新メンバー9名の加入が発表[247][248]。16日正午に櫻坂46の公式「櫻坂チャンネル」にてティザー動画が公開される[247][248]。

## 作品
順位はオリコン週間ランキング最高位を示し、出典をもとに記述。GD認定は日本レコード協会からのゴールドディスク認定を示し、日本レコード協会公式サイトの「ゴールドディスク認定検索」で、アーティスト名に「欅坂46」「櫻坂46」を含む作品の検索結果をもとに記述。

### シングル
| # | リリース日     | タイトル                 | 規格       | 形態   | 規格品番     | 順位 | GD認定             | 初収録アルバム                                    | レーベル     |
| - | -------------- | ------------------------ | ---------- | ------ | ------------ | ---- | ------------------ | ------------------------------------------------- | ------------ |
| 1 | 2016年4月6日   | サイレントマジョリティー | CD+DVD     | Type-A | SRCL-9035/6  | 1位  | ダブル・プラチナ   | 真っ白なものは汚したくなる                        | Sony Records |
| 1 | 2016年4月6日   | サイレントマジョリティー | CD+DVD     | Type-B | SRCL-9037/8  | 1位  | ダブル・プラチナ   | 真っ白なものは汚したくなる                        | Sony Records |
| 1 | 2016年4月6日   | サイレントマジョリティー | CD+DVD     | Type-C | SRCL-9039/40 | 1位  | ダブル・プラチナ   | 真っ白なものは汚したくなる                        | Sony Records |
| 1 | 2016年4月6日   | サイレントマジョリティー | CD         | 通常盤 | SRCL-9041    | 1位  | ダブル・プラチナ   | 真っ白なものは汚したくなる                        | Sony Records |
| 2 | 2016年8月10日  | 世界には愛しかない       | CD+DVD     | Type-A | SRCL-9147/8  | 1位  | プラチナ           | 真っ白なものは汚したくなる                        | Sony Records |
| 2 | 2016年8月10日  | 世界には愛しかない       | CD+DVD     | Type-B | SRCL-9149/50 | 1位  | プラチナ           | 真っ白なものは汚したくなる                        | Sony Records |
| 2 | 2016年8月10日  | 世界には愛しかない       | CD+DVD     | Type-C | SRCL-9151/2  | 1位  | プラチナ           | 真っ白なものは汚したくなる                        | Sony Records |
| 2 | 2016年8月10日  | 世界には愛しかない       | CD         | 通常盤 | SRCL-9153    | 1位  | プラチナ           | 真っ白なものは汚したくなる                        | Sony Records |
| 3 | 2016年11月30日 | 二人セゾン               | CD+DVD     | Type-A | SRCL-9267/8  | 1位  | ダブル・プラチナ   | 真っ白なものは汚したくなる                        | Sony Records |
| 3 | 2016年11月30日 | 二人セゾン               | CD+DVD     | Type-B | SRCL-9269/70 | 1位  | ダブル・プラチナ   | 真っ白なものは汚したくなる                        | Sony Records |
| 3 | 2016年11月30日 | 二人セゾン               | CD+DVD     | Type-C | SRCL-9271/2  | 1位  | ダブル・プラチナ   | 真っ白なものは汚したくなる                        | Sony Records |
| 3 | 2016年11月30日 | 二人セゾン               | CD         | 通常盤 | SRCL-9273    | 1位  | ダブル・プラチナ   | 真っ白なものは汚したくなる                        | Sony Records |
| 4 | 2017年4月5日   | 不協和音                 | CD+DVD     | Type-A | SRCL-9394/5  | 1位  | トリプル・プラチナ | 真っ白なものは汚したくなる                        | Sony Records |
| 4 | 2017年4月5日   | 不協和音                 | CD+DVD     | Type-B | SRCL-9396/7  | 1位  | トリプル・プラチナ | 真っ白なものは汚したくなる                        | Sony Records |
| 4 | 2017年4月5日   | 不協和音                 | CD+DVD     | Type-C | SRCL-9398/9  | 1位  | トリプル・プラチナ | 真っ白なものは汚したくなる                        | Sony Records |
| 4 | 2017年4月5日   | 不協和音                 | CD+DVD     | Type-D | SRCL-9400/1  | 1位  | トリプル・プラチナ | 真っ白なものは汚したくなる                        | Sony Records |
| 4 | 2017年4月5日   | 不協和音                 | CD         | 通常盤 | SRCL-9402    | 1位  | トリプル・プラチナ | 真っ白なものは汚したくなる                        | Sony Records |
| 5 | 2017年10月25日 | 風に吹かれても           | CD+DVD     | Type-A | SRCL-9581/2  | 1位  | トリプル・プラチナ | 永遠より長い一瞬 〜あの頃、確かに存在した私たち〜 | Sony Records |
| 5 | 2017年10月25日 | 風に吹かれても           | CD+DVD     | Type-B | SRCL-9583/4  | 1位  | トリプル・プラチナ | 永遠より長い一瞬 〜あの頃、確かに存在した私たち〜 | Sony Records |
| 5 | 2017年10月25日 | 風に吹かれても           | CD+DVD     | Type-C | SRCL-9585/6  | 1位  | トリプル・プラチナ | 永遠より長い一瞬 〜あの頃、確かに存在した私たち〜 | Sony Records |
| 5 | 2017年10月25日 | 風に吹かれても           | CD+DVD     | Type-D | SRCL-9587/8  | 1位  | トリプル・プラチナ | 永遠より長い一瞬 〜あの頃、確かに存在した私たち〜 | Sony Records |
| 5 | 2017年10月25日 | 風に吹かれても           | CD         | 通常盤 | SRCL-9589    | 1位  | トリプル・プラチナ | 永遠より長い一瞬 〜あの頃、確かに存在した私たち〜 | Sony Records |
| 6 | 2018年3月7日   | ガラスを割れ！           | CD+DVD     | Type-A | SRCL-9736/7  | 1位  | ミリオン           | 永遠より長い一瞬 〜あの頃、確かに存在した私たち〜 | Sony Records |
| 6 | 2018年3月7日   | ガラスを割れ！           | CD+DVD     | Type-B | SRCL-9738/9  | 1位  | ミリオン           | 永遠より長い一瞬 〜あの頃、確かに存在した私たち〜 | Sony Records |
| 6 | 2018年3月7日   | ガラスを割れ！           | CD+DVD     | Type-C | SRCL-9740/1  | 1位  | ミリオン           | 永遠より長い一瞬 〜あの頃、確かに存在した私たち〜 | Sony Records |
| 6 | 2018年3月7日   | ガラスを割れ！           | CD+DVD     | Type-D | SRCL-9742/3  | 1位  | ミリオン           | 永遠より長い一瞬 〜あの頃、確かに存在した私たち〜 | Sony Records |
| 6 | 2018年3月7日   | ガラスを割れ！           | CD         | 通常盤 | SRCL-9744    | 1位  | ミリオン           | 永遠より長い一瞬 〜あの頃、確かに存在した私たち〜 | Sony Records |
| 7 | 2018年8月15日  | アンビバレント           | CD+DVD     | Type-A | SRCL-9922/3  | 1位  | ミリオン           | 永遠より長い一瞬 〜あの頃、確かに存在した私たち〜 | Sony Records |
| 7 | 2018年8月15日  | アンビバレント           | CD+DVD     | Type-B | SRCL-9924/5  | 1位  | ミリオン           | 永遠より長い一瞬 〜あの頃、確かに存在した私たち〜 | Sony Records |
| 7 | 2018年8月15日  | アンビバレント           | CD+DVD     | Type-C | SRCL-9926/7  | 1位  | ミリオン           | 永遠より長い一瞬 〜あの頃、確かに存在した私たち〜 | Sony Records |
| 7 | 2018年8月15日  | アンビバレント           | CD+DVD     | Type-D | SRCL-9928/9  | 1位  | ミリオン           | 永遠より長い一瞬 〜あの頃、確かに存在した私たち〜 | Sony Records |
| 7 | 2018年8月15日  | アンビバレント           | CD         | 通常盤 | SRCL-9930    | 1位  | ミリオン           | 永遠より長い一瞬 〜あの頃、確かに存在した私たち〜 | Sony Records |
| 8 | 2019年2月27日  | 黒い羊                   | CD+Blu-ray | Type-A | SRCL-9983/4  | 1位  | ミリオン           | 永遠より長い一瞬 〜あの頃、確かに存在した私たち〜 | Sony Records |
| 8 | 2019年2月27日  | 黒い羊                   | CD+Blu-ray | Type-B | SRCL-9985/6  | 1位  | ミリオン           | 永遠より長い一瞬 〜あの頃、確かに存在した私たち〜 | Sony Records |
| 8 | 2019年2月27日  | 黒い羊                   | CD+Blu-ray | Type-C | SRCL-9987/8  | 1位  | ミリオン           | 永遠より長い一瞬 〜あの頃、確かに存在した私たち〜 | Sony Records |
| 8 | 2019年2月27日  | 黒い羊                   | CD+Blu-ray | Type-D | SRCL-9989/90 | 1位  | ミリオン           | 永遠より長い一瞬 〜あの頃、確かに存在した私たち〜 | Sony Records |
| 8 | 2019年2月27日  | 黒い羊                   | CD         | 通常盤 | SRCL-9991    | 1位  | ミリオン           | 永遠より長い一瞬 〜あの頃、確かに存在した私たち〜 | Sony Records |

| #  | リリース日     | タイトル                 | 規格       | 形態                            | 規格品番     | 順位 | GD認定             | 初収録アルバム | レーベル     |
| -- | -------------- | ------------------------ | ---------- | ------------------------------- | ------------ | ---- | ------------------ | -------------- | ------------ |
| 1  | 2020年12月9日  | Nobody's fault           | CD+Blu-ray | Type-A                          | SRCL-11620/1 | 1位  | ダブル・プラチナ   | As you know?   | Sony Records |
| 1  | 2020年12月9日  | Nobody's fault           | CD+Blu-ray | Type-B                          | SRCL-11622/3 | 1位  | ダブル・プラチナ   | As you know?   | Sony Records |
| 1  | 2020年12月9日  | Nobody's fault           | CD+Blu-ray | Type-C                          | SRCL-11624/5 | 1位  | ダブル・プラチナ   | As you know?   | Sony Records |
| 1  | 2020年12月9日  | Nobody's fault           | CD+Blu-ray | Type-D                          | SRCL-11626/7 | 1位  | ダブル・プラチナ   | As you know?   | Sony Records |
| 1  | 2020年12月9日  | Nobody's fault           | CD         | 通常盤                          | SRCL-11628   | 1位  | ダブル・プラチナ   | As you know?   | Sony Records |
| 2  | 2021年4月14日  | BAN                      | CD+Blu-ray | Type-A                          | SRCL-11748/9 | 1位  | ダブル・プラチナ   | As you know?   | Sony Records |
| 2  | 2021年4月14日  | BAN                      | CD+Blu-ray | Type-B                          | SRCL-11750/1 | 1位  | ダブル・プラチナ   | As you know?   | Sony Records |
| 2  | 2021年4月14日  | BAN                      | CD+Blu-ray | Type-C                          | SRCL-11752/3 | 1位  | ダブル・プラチナ   | As you know?   | Sony Records |
| 2  | 2021年4月14日  | BAN                      | CD+Blu-ray | Type-D                          | SRCL-11754/5 | 1位  | ダブル・プラチナ   | As you know?   | Sony Records |
| 2  | 2021年4月14日  | BAN                      | CD         | 通常盤                          | SRCL-11756   | 1位  | ダブル・プラチナ   | As you know?   | Sony Records |
| 3  | 2021年10月13日 | 流れ弾                   | CD+Blu-ray | Type-A                          | SRCL-11920/1 | 1位  | ダブル・プラチナ   | As you know?   | Sony Records |
| 3  | 2021年10月13日 | 流れ弾                   | CD+Blu-ray | Type-B                          | SRCL-11922/3 | 1位  | ダブル・プラチナ   | As you know?   | Sony Records |
| 3  | 2021年10月13日 | 流れ弾                   | CD+Blu-ray | Type-C                          | SRCL-11924/5 | 1位  | ダブル・プラチナ   | As you know?   | Sony Records |
| 3  | 2021年10月13日 | 流れ弾                   | CD+Blu-ray | Type-D                          | SRCL-11926/7 | 1位  | ダブル・プラチナ   | As you know?   | Sony Records |
| 3  | 2021年10月13日 | 流れ弾                   | CD         | 通常盤                          | SRCL-11928   | 1位  | ダブル・プラチナ   | As you know?   | Sony Records |
| 4  | 2022年4月6日   | 五月雨よ                 | CD+Blu-ray | Type-A                          | SRCL-12130/1 | 1位  | ダブル・プラチナ   | As you know?   | Sony Records |
| 4  | 2022年4月6日   | 五月雨よ                 | CD+Blu-ray | Type-B                          | SRCL-12132/3 | 1位  | ダブル・プラチナ   | As you know?   | Sony Records |
| 4  | 2022年4月6日   | 五月雨よ                 | CD+Blu-ray | Type-C                          | SRCL-12134/5 | 1位  | ダブル・プラチナ   | As you know?   | Sony Records |
| 4  | 2022年4月6日   | 五月雨よ                 | CD+Blu-ray | Type-D                          | SRCL-12136/7 | 1位  | ダブル・プラチナ   | As you know?   | Sony Records |
| 4  | 2022年4月6日   | 五月雨よ                 | CD         | 通常盤                          | SRCL-12138   | 1位  | ダブル・プラチナ   | As you know?   | Sony Records |
| 4  | 2022年4月6日   | 五月雨よ                 | CD         | Sony Music Shop限定・特別仕様盤 | SRC7-94      | 1位  | ダブル・プラチナ   | As you know?   | Sony Records |
| 5  | 2023年2月15日  | 桜月                     | CD+Blu-ray | Type-A                          | SRCL-12420/1 | 1位  | プラチナ           | Addiction      | Sony Records |
| 5  | 2023年2月15日  | 桜月                     | CD+Blu-ray | Type-B                          | SRCL-12422/3 | 1位  | プラチナ           | Addiction      | Sony Records |
| 5  | 2023年2月15日  | 桜月                     | CD+Blu-ray | Type-C                          | SRCL-12424/5 | 1位  | プラチナ           | Addiction      | Sony Records |
| 5  | 2023年2月15日  | 桜月                     | CD+Blu-ray | Type-D                          | SRCL-12426/7 | 1位  | プラチナ           | Addiction      | Sony Records |
| 5  | 2023年2月15日  | 桜月                     | CD         | 通常盤                          | SRCL-12428   | 1位  | プラチナ           | Addiction      | Sony Records |
| 6  | 2023年6月28日  | Start over!              | CD+Blu-ray | Type-A                          | SRCL-12590/1 | 1位  | ダブル・プラチナ   | Addiction      | Sony Records |
| 6  | 2023年6月28日  | Start over!              | CD+Blu-ray | Type-B                          | SRCL-12592/3 | 1位  | ダブル・プラチナ   | Addiction      | Sony Records |
| 6  | 2023年6月28日  | Start over!              | CD+Blu-ray | Type-C                          | SRCL-12594/5 | 1位  | ダブル・プラチナ   | Addiction      | Sony Records |
| 6  | 2023年6月28日  | Start over!              | CD+Blu-ray | Type-D                          | SRCL-12596/7 | 1位  | ダブル・プラチナ   | Addiction      | Sony Records |
| 6  | 2023年6月28日  | Start over!              | CD         | 通常盤                          | SRCL-12598   | 1位  | ダブル・プラチナ   | Addiction      | Sony Records |
| 7  | 2023年10月18日 | 承認欲求                 | CD+Blu-ray | Type-A                          | SRCL-12670/1 | 1位  | ダブル・プラチナ   | Addiction      | Sony Records |
| 7  | 2023年10月18日 | 承認欲求                 | CD+Blu-ray | Type-B                          | SRCL-12672/3 | 1位  | ダブル・プラチナ   | Addiction      | Sony Records |
| 7  | 2023年10月18日 | 承認欲求                 | CD+Blu-ray | Type-C                          | SRCL-12674/5 | 1位  | ダブル・プラチナ   | Addiction      | Sony Records |
| 7  | 2023年10月18日 | 承認欲求                 | CD+Blu-ray | Type-D                          | SRCL-12676/7 | 1位  | ダブル・プラチナ   | Addiction      | Sony Records |
| 7  | 2023年10月18日 | 承認欲求                 | CD         | 通常盤                          | SRCL-12678   | 1位  | ダブル・プラチナ   | Addiction      | Sony Records |
| 7  | 2023年12月25日 | 承認欲求                 | CD         | Sony Music Shop限定・特別仕様盤 | SRC7-101     | 1位  | ダブル・プラチナ   | Addiction      | Sony Records |
| 8  | 2024年2月21日  | 何歳の頃に戻りたいのか？ | CD+Blu-ray | Type-A                          | SRCL-12790/1 | 1位  | ダブル・プラチナ   | Addiction      | Sony Records |
| 8  | 2024年2月21日  | 何歳の頃に戻りたいのか？ | CD+Blu-ray | Type-B                          | SRCL-12792/3 | 1位  | ダブル・プラチナ   | Addiction      | Sony Records |
| 8  | 2024年2月21日  | 何歳の頃に戻りたいのか？ | CD+Blu-ray | Type-C                          | SRCL-12794/5 | 1位  | ダブル・プラチナ   | Addiction      | Sony Records |
| 8  | 2024年2月21日  | 何歳の頃に戻りたいのか？ | CD+Blu-ray | Type-D                          | SRCL-12796/7 | 1位  | ダブル・プラチナ   | Addiction      | Sony Records |
| 8  | 2024年2月21日  | 何歳の頃に戻りたいのか？ | CD         | 通常盤                          | SRCL-12798   | 1位  | ダブル・プラチナ   | Addiction      | Sony Records |
| 9  | 2024年6月26日  | 自業自得                 | CD+Blu-ray | Type-A                          | SRCL-12920/1 | 2位  | トリプル・プラチナ | Addiction      | Sony Records |
| 9  | 2024年6月26日  | 自業自得                 | CD+Blu-ray | Type-B                          | SRCL-12922/3 | 2位  | トリプル・プラチナ | Addiction      | Sony Records |
| 9  | 2024年6月26日  | 自業自得                 | CD+Blu-ray | Type-C                          | SRCL-12924/5 | 2位  | トリプル・プラチナ | Addiction      | Sony Records |
| 9  | 2024年6月26日  | 自業自得                 | CD+Blu-ray | Type-D                          | SRCL-12926/7 | 2位  | トリプル・プラチナ | Addiction      | Sony Records |
| 9  | 2024年6月26日  | 自業自得                 | CD         | 通常盤                          | SRCL-12928   | 2位  | トリプル・プラチナ | Addiction      | Sony Records |
| 10 | 2024年10月23日 | I want tomorrow to come  | CD+Blu-ray | Type-A                          | SRCL-13030/1 | 1位  | ダブル・プラチナ   | Addiction      | Sony Records |
| 10 | 2024年10月23日 | I want tomorrow to come  | CD+Blu-ray | Type-B                          | SRCL-13032/3 | 1位  | ダブル・プラチナ   | Addiction      | Sony Records |
| 10 | 2024年10月23日 | I want tomorrow to come  | CD+Blu-ray | Type-C                          | SRCL-13034/5 | 1位  | ダブル・プラチナ   | Addiction      | Sony Records |
| 10 | 2024年10月23日 | I want tomorrow to come  | CD+Blu-ray | Type-D                          | SRCL-13036/7 | 1位  | ダブル・プラチナ   | Addiction      | Sony Records |
| 10 | 2024年10月23日 | I want tomorrow to come  | CD         | 通常盤                          | SRCL-13038   | 1位  | ダブル・プラチナ   | Addiction      | Sony Records |
| 11 | 2025年2月19日  | UDAGAWA GENERATION       | CD+Blu-ray | Type-A                          | SRCL-13210/1 | 1位  | ダブル・プラチナ   | Addiction      | Sony Records |
| 11 | 2025年2月19日  | UDAGAWA GENERATION       | CD+Blu-ray | Type-B                          | SRCL-13212/3 | 1位  | ダブル・プラチナ   | Addiction      | Sony Records |
| 11 | 2025年2月19日  | UDAGAWA GENERATION       | CD+Blu-ray | Type-C                          | SRCL-13214/5 | 1位  | ダブル・プラチナ   | Addiction      | Sony Records |
| 11 | 2025年2月19日  | UDAGAWA GENERATION       | CD+Blu-ray | Type-D                          | SRCL-13216/7 | 1位  | ダブル・プラチナ   | Addiction      | Sony Records |
| 11 | 2025年2月19日  | UDAGAWA GENERATION       | CD         | 通常盤                          | SRCL-13218   | 1位  | ダブル・プラチナ   | Addiction      | Sony Records |
| 12 | 2025年6月25日  | Make or Break            | CD+Blu-ray | Type-A                          | SRCL-13360/1 | TBA  | TBA                | 未収録         | Sony Records |
| 12 | 2025年6月25日  | Make or Break            | CD+Blu-ray | Type-B                          | SRCL-13362/3 | TBA  | TBA                | 未収録         | Sony Records |
| 12 | 2025年6月25日  | Make or Break            | CD+Blu-ray | Type-C                          | SRCL-13364/5 | TBA  | TBA                | 未収録         | Sony Records |
| 12 | 2025年6月25日  | Make or Break            | CD+Blu-ray | Type-D                          | SRCL-13366/7 | TBA  | TBA                | 未収録         | Sony Records |
| 12 | 2025年6月25日  | Make or Break            | CD         | 通常盤                          | SRCL-13368   | TBA  | TBA                | 未収録         | Sony Records |

### 配信限定シングル
| # | リリース日    | タイトル                 | 順位 | 初収録アルバム                                    | レーベル     |
| - | ------------- | ------------------------ | ---- | ------------------------------------------------- | ------------ |
| 1 | 2020年8月21日 | 誰がその鐘を鳴らすのか？ | 1位  | 永遠より長い一瞬 〜あの頃、確かに存在した私たち〜 | Sony Records |

| # | リリース日    | タイトル   | 順位 | 初収録アルバム | レーベル     |
| - | ------------- | ---------- | ---- | -------------- | ------------ |
| 1 | 2022年11月8日 | その日まで | 16位 | アルバム未収録 | Sony Records |

### アルバム

#### オリジナルアルバム
| # | リリース日    | タイトル                   | 規格    | 形態                  | 規格品番    | 順位 | GD認定   | レーベル     |
| - | ------------- | -------------------------- | ------- | --------------------- | ----------- | ---- | -------- | ------------ |
| 1 | 2017年7月19日 | 真っ白なものは汚したくなる | 2CD+DVD | 初回仕様限定盤 Type-A | SRCL-9482/4 | 1位  | プラチナ | Sony Records |
| 1 | 2017年7月19日 | 真っ白なものは汚したくなる | 2CD+DVD | 初回仕様限定盤 Type-B | SRCL-9485/7 | 1位  | プラチナ | Sony Records |
| 1 | 2017年7月19日 | 真っ白なものは汚したくなる | CD      | 通常盤                | SRCL-9488   | 1位  | プラチナ | Sony Records |

| # | リリース日    | タイトル     | 規格        | 形態            | 規格品番     | 順位 | GD認定   | レーベル     |
| - | ------------- | ------------ | ----------- | --------------- | ------------ | ---- | -------- | ------------ |
| 1 | 2022年8月3日  | As you know? | CD+Blu-ray  | 完全生産限定盤  | SRCL-12174/6 | 1位  | ゴールド | Sony Records |
| 1 | 2022年8月3日  | As you know? | CD+Blu-ray  | Blu-ray付       | SRCL-12177/8 | 1位  | ゴールド | Sony Records |
| 1 | 2022年8月3日  | As you know? | CD          | 通常盤          | SRCL-12179   | 1位  | ゴールド | Sony Records |
| 2 | 2025年4月30日 | Addiction    | 2CD+Blu-ray | 初回生産限定盤A | SRCL-13290/2 | 1位  | -        | Sony Records |
| 2 | 2025年4月30日 | Addiction    | CD+Blu-ray  | 初回生産限定盤B | SRCL-13293/4 | 1位  | -        | Sony Records |
| 2 | 2025年4月30日 | Addiction    | CD          | 通常盤          | SRCL-13295   | 1位  | -        | Sony Records |

#### ベストアルバム
| # | リリース日    | タイトル                                          | 規格        | 形態                  | 規格品番      | 順位 | GD認定   | レーベル     |
| - | ------------- | ------------------------------------------------- | ----------- | --------------------- | ------------- | ---- | -------- | ------------ |
| 1 | 2020年10月7日 | 永遠より長い一瞬 〜あの頃、確かに存在した私たち〜 | 2CD+Blu-ray | 初回仕様限定盤 Type-A | SRCL-11510/12 | 1位  | ゴールド | Sony Records |
| 1 | 2020年10月7日 | 永遠より長い一瞬 〜あの頃、確かに存在した私たち〜 | 2CD+Blu-ray | 初回仕様限定盤 Type-B | SRCL-11513/15 | 1位  | ゴールド | Sony Records |
| 1 | 2020年10月7日 | 永遠より長い一瞬 〜あの頃、確かに存在した私たち〜 | CD          | 通常盤                | SRCL-11516    | 1位  | ゴールド | Sony Records |

### 参加楽曲
| 名義    | リリース日    | 収録作品       | 規格品番     | タイトル                  |
| ------- | ------------- | -------------- | ------------ | ------------------------- |
| 坂道AKB | 2017年3月15日 | シュートサイン | KIZM-90481/2 | 誰のことを一番 愛してる？ |
| 坂道AKB | 2018年3月14日 | ジャーバージャ | KIZM-90547/8 | 国境のない時代            |
| 坂道AKB | 2019年3月13日 | ジワるDAYS     | KIZM-90615/6 | 初恋ドア                  |
| IZ4648  | 2019年3月13日 | ジワるDAYS     | KIZM-90617/8 | 必然性                    |

| 名義                                                  | リリース日             | 収録作品     | 規格品番     | タイトル     |
| ----------------------------------------------------- | ---------------------- | ------------ | ------------ | ------------ |
| Giga & TeddyLoid meets 松田里奈 & 森田ひかる (櫻坂46) | 2024年10月18日（配信） | ピッカーン！ | N/A          | ピッカーン！ |
| Giga & TeddyLoid meets 松田里奈 & 森田ひかる (櫻坂46) | 2025年2月5日（CD）     | ピッカーン！ | SRCL-13150/2 | ピッカーン！ |
| Giga & TeddyLoid meets 松田里奈 & 森田ひかる (櫻坂46) | 2025年2月5日（CD）     | ピッカーン！ | SRCL-13153/5 | ピッカーン！ |

### 映像作品

#### ライブ
|   | リリース日    | タイトル                  | 規格品番    | 形態                   |
| - | ------------- | ------------------------- | ----------- | ---------------------- |
| 1 | 2018年9月26日 | 欅共和国2017              | SRBL-1817/8 | 初回生産限定盤 DVD     |
| 1 | 2018年9月26日 | 欅共和国2017              | SRBL-1819   | 通常盤 DVD             |
| 1 | 2018年9月26日 | 欅共和国2017              | SRXL-181/2  | 初回生産限定盤 Blu-ray |
| 1 | 2018年9月26日 | 欅共和国2017              | SRXL-183    | 通常盤 Blu-ray         |
| 2 | 2019年8月14日 | 欅共和国2018              | SRBL-1874/5 | 初回生産限定盤 DVD     |
| 2 | 2019年8月14日 | 欅共和国2018              | SRBL-1876   | 通常盤 DVD             |
| 2 | 2019年8月14日 | 欅共和国2018              | SRXL-220/1  | 初回生産限定盤 Blu-ray |
| 2 | 2019年8月14日 | 欅共和国2018              | SRXL-222    | 通常盤 Blu-ray         |
| 3 | 2020年1月29日 | 欅坂46 LIVE at 東京ドーム | SRBL-1896/7 | 初回生産限定盤 DVD     |
| 3 | 2020年1月29日 | 欅坂46 LIVE at 東京ドーム | SRBL-1898   | 通常盤 DVD             |
| 3 | 2020年1月29日 | 欅坂46 LIVE at 東京ドーム | SRXL-238/9  | 初回生産限定盤 Blu-ray |
| 3 | 2020年1月29日 | 欅坂46 LIVE at 東京ドーム | SRXL-240    | 通常盤 Blu-ray         |
| 4 | 2020年8月12日 | 欅共和国2019              | SRBL-1926/7 | 初回生産限定盤 DVD     |
| 4 | 2020年8月12日 | 欅共和国2019              | SRBL-1928   | 通常盤 DVD             |
| 4 | 2020年8月12日 | 欅共和国2019              | SRXL-270/1  | 初回生産限定盤 Blu-ray |
| 4 | 2020年8月12日 | 欅共和国2019              | SRXL-272    | 通常盤 Blu-ray         |
| 5 | 2021年3月24日 | 欅坂46 THE LAST LIVE      | SRBL-1985/7 | 完全生産限定盤 DVD     |
| 5 | 2021年3月24日 | 欅坂46 THE LAST LIVE      | SRBL-1988/9 | 通常盤 DVD             |
| 5 | 2021年3月24日 | 欅坂46 THE LAST LIVE      | SRXL-310/2  | 完全生産限定盤 Blu-ray |
| 5 | 2021年3月24日 | 欅坂46 THE LAST LIVE      | SRXL-313/4  | 通常盤 Blu-ray         |

|   | リリース日    | タイトル                                                                                       | 規格品番    | 形態                                 |
| - | ------------- | ---------------------------------------------------------------------------------------------- | ----------- | ------------------------------------ |
| 1 | 2022年9月1日  | 1st YEAR ANNIVERSARY LIVE 〜with Graduation Ceremony〜                                         | SRBL-2066/7 | 完全生産限定盤 DVD                   |
| 1 | 2022年9月1日  | 1st YEAR ANNIVERSARY LIVE 〜with Graduation Ceremony〜                                         | SRBL-2068   | 通常盤 DVD                           |
| 1 | 2022年9月1日  | 1st YEAR ANNIVERSARY LIVE 〜with Graduation Ceremony〜                                         | SRXL-375/6  | 完全生産限定盤 Blu-ray               |
| 1 | 2022年9月1日  | 1st YEAR ANNIVERSARY LIVE 〜with Graduation Ceremony〜                                         | SRXL-377    | 通常盤 Blu-ray                       |
| 2 | 2022年12月7日 | 櫻坂46 RISA WATANABE GRADUATION CONCERT                                                        | SRBL-2098/9 | 完全生産限定盤 DVD                   |
| 2 | 2022年12月7日 | 櫻坂46 RISA WATANABE GRADUATION CONCERT                                                        | SRBL-2100   | 初回仕様限定 / 通常盤 DVD            |
| 2 | 2022年12月7日 | 櫻坂46 RISA WATANABE GRADUATION CONCERT                                                        | SRXL-385/6  | 完全生産限定盤 Blu-ray               |
| 2 | 2022年12月7日 | 櫻坂46 RISA WATANABE GRADUATION CONCERT                                                        | SRXL-387    | 初回仕様限定 / 通常盤 Blu-ray        |
| 3 | 2023年8月2日  | 2nd TOUR 2022 “As you know?” TOUR FINAL at 東京ドーム 〜with YUUKA SUGAI Graduation Ceremony〜 | SRBL-2150/2 | 完全生産限定盤 DVD                   |
| 3 | 2023年8月2日  | 2nd TOUR 2022 “As you know?” TOUR FINAL at 東京ドーム 〜with YUUKA SUGAI Graduation Ceremony〜 | SRBL-2153/4 | 初回仕様限定 / 通常盤 DVD            |
| 3 | 2023年8月2日  | 2nd TOUR 2022 “As you know?” TOUR FINAL at 東京ドーム 〜with YUUKA SUGAI Graduation Ceremony〜 | SRXL-423/4  | 完全生産限定盤 Blu-ray               |
| 3 | 2023年8月2日  | 2nd TOUR 2022 “As you know?” TOUR FINAL at 東京ドーム 〜with YUUKA SUGAI Graduation Ceremony〜 | SRXL-425    | 初回仕様限定 / 通常盤 Blu-ray        |
| 4 | 2024年5月15日 | 3rd YEAR ANNIVERSARY LIVE at ZOZO MARINE STADIUM                                               | SRBL-2260/4 | 完全生産限定盤 DVD                   |
| 4 | 2024年5月15日 | 3rd YEAR ANNIVERSARY LIVE at ZOZO MARINE STADIUM                                               | SRBL-2265/6 | 初回仕様限定 / 通常盤 DVD (DAY1)     |
| 4 | 2024年5月15日 | 3rd YEAR ANNIVERSARY LIVE at ZOZO MARINE STADIUM                                               | SRBL-2267/8 | 初回仕様限定 / 通常盤 DVD (DAY2)     |
| 4 | 2024年5月15日 | 3rd YEAR ANNIVERSARY LIVE at ZOZO MARINE STADIUM                                               | SRXL-500/2  | 完全生産限定盤 Blu-ray               |
| 4 | 2024年5月15日 | 3rd YEAR ANNIVERSARY LIVE at ZOZO MARINE STADIUM                                               | SRXL-503    | 初回仕様限定 / 通常盤 Blu-ray (DAY1) |
| 4 | 2024年5月15日 | 3rd YEAR ANNIVERSARY LIVE at ZOZO MARINE STADIUM                                               | SRBL-504    | 初回仕様限定 / 通常盤 Blu-ray (DAY2) |
| 5 | 2024年8月28日 | YUI KOBAYASHI GRADUATION CONCERT                                                               | SRXL-520/1  | 完全生産限定盤 / 2Blu-ray            |
| 5 | 2024年8月28日 | YUI KOBAYASHI GRADUATION CONCERT                                                               | SRBL-2290/1 | 完全生産限定盤 / 2DVD                |
| 5 | 2024年8月28日 | YUI KOBAYASHI GRADUATION CONCERT                                                               | SRXL-522/1  | 初回仕様限定 / 通常盤 / Blu-ray      |
| 5 | 2024年8月28日 | YUI KOBAYASHI GRADUATION CONCERT                                                               | SRBL-2292/1 | 初回仕様限定 / 通常盤 / DVD          |

#### テレビドラマ
|   | リリース日     | タイトル                   | 規格品番    | 形態                         |
| - | -------------- | -------------------------- | ----------- | ---------------------------- |
| 1 | 2017年6月7日   | 徳山大五郎を誰が殺したか？ | SSXS-51/5   | Blu-ray BOX                  |
| 1 | 2017年6月7日   | 徳山大五郎を誰が殺したか？ | SSBX-2581/5 | DVD BOX                      |
| 2 | 2017年11月29日 | 残酷な観客達               | VPXX-71556  | 通常版 Blu-ray BOX           |
| 2 | 2017年11月29日 | 残酷な観客達               | VPXX-71555  | 初回限定スペシャルBlu-rayBOX |
| 2 | 2017年11月29日 | 残酷な観客達               | VPBX-14648  | 初回限定スペシャルDVD-BOX    |

#### バラエティ
KEYABINGO!
|   | リリース日     | タイトル    | 規格品番   | 形態               |
| - | -------------- | ----------- | ---------- | ------------------ |
| 1 | 2017年1月27日  | KEYABINGO!  | VPXF-71501 | 通常版 Blu-ray BOX |
| 1 | 2017年1月27日  | KEYABINGO!  | VPBF-14570 | 初回版 DVD BOX     |
| 2 | 2017年12月22日 | KEYABINGO!2 | VPXF-71552 | 通常版 Blu-ray BOX |
| 2 | 2017年12月22日 | KEYABINGO!2 | VPBF-14645 | 初回版 DVD-BOX     |
| 3 | 2018年6月29日  | KEYABINGO!3 | VPXF-71587 | 通常版 Blu-ray BOX |
| 3 | 2018年6月29日  | KEYABINGO!3 | VPBF-14695 | 初回版 DVD-BOX     |

そこ曲がったら、櫻坂？

#### 映画
|   | リリース日   | タイトル                               | 規格品番   | 形態                        |
| - | ------------ | -------------------------------------- | ---------- | --------------------------- |
| 1 | 2021年2月3日 | 僕たちの嘘と真実 Documentary of 欅坂46 | TBR-31098D | Blu-rayコンプリートBOX      |
| 1 | 2021年2月3日 | 僕たちの嘘と真実 Documentary of 欅坂46 | TDV-31099D | DVDコンプリートBOX          |
| 1 | 2021年2月3日 | 僕たちの嘘と真実 Documentary of 欅坂46 | TDV-31100D | DVDスペシャル・エディション |

#### ミュージックビデオ
| タイトル                       | 監督           | 収録作品                   |
| ------------------------------ | -------------- | -------------------------- |
| サイレントマジョリティー       | 池田一真       | サイレントマジョリティー   |
| 山手線                         | 斎藤渉         | サイレントマジョリティー   |
| 渋谷川                         | 浜根玲奈       | サイレントマジョリティー   |
| 手を繋いで帰ろうか             | 池田圭         | サイレントマジョリティー   |
| 世界には愛しかない             | 池田一真       | 世界には愛しかない         |
| 語るなら未来を…                | 新宮良平       | 世界には愛しかない         |
| 渋谷からPARCOが消えた日        | 二宮“NINO”大輔 | 世界には愛しかない         |
| また会ってください             | 中村太洸       | 世界には愛しかない         |
| 二人セゾン                     | 新宮良平       | 二人セゾン                 |
| 大人は信じてくれない           | 池田一真       | 二人セゾン                 |
| 僕たちの戦争                   | 丸山健志       | 二人セゾン                 |
| 不協和音                       | 新宮良平       | 不協和音                   |
| W-KEYAKIZAKAの詩               | 池田一真       | 不協和音                   |
| チューニング                   | 福居英晃       | 不協和音                   |
| 割れたスマホ                   | 橋本侑次郎     | 不協和音                   |
| エキセントリック               | 池田一真       | 真っ白なものは汚したくなる |
| W-KEYAKIZAKAの詩(32人ver.)     | 池田一真       | 真っ白なものは汚したくなる |
| 風に吹かれても                 | 新宮良平       | 風に吹かれても             |
| 月曜日の朝、スカートを切られた | 池田一真       | 風に吹かれても             |
| 避雷針                         | 森義仁         | 風に吹かれても             |
| 波打ち際を走らないか？         | 月田茂         | 風に吹かれても             |
| ガラスを割れ！                 | 新宮良平       | ガラスを割れ！             |
| もう森へ帰ろうか？             | 森義仁         | ガラスを割れ！             |
| ゼンマイ仕掛けの夢             | 富田兼次       | ガラスを割れ！             |
| バスルームトラベル             | 大河臣         | ガラスを割れ！             |
| アンビバレント                 | 新宮良平       | アンビバレント             |
| Student Dance                  | 池田一真       | アンビバレント             |
| 302号室                        | 月田茂         | アンビバレント             |
| 音楽室に片想い                 | 東市篤憲       | アンビバレント             |
| 黒い羊                         | 新宮良平       | 黒い羊                     |
| Nobody                         | 東市篤憲       | 黒い羊                     |
| ヒールの高さ                   | 大隈良平       | 黒い羊                     |
| ごめんね クリスマス            | 月田茂         | 黒い羊                     |
| 角を曲がる                     | 月川翔         |                            |

| タイトル                               | 監督                        | 収録作品                 |
| -------------------------------------- | --------------------------- | ------------------------ |
| Nobody's fault                         | 後藤匠平                    | Nobody's fault           |
| なぜ 恋をして来なかったんだろう？      | 加藤ヒデジン                | Nobody's fault           |
| Buddies                                | 丸山雄大                    | Nobody's fault           |
| BAN                                    | 加藤ヒデジン                | BAN                      |
| 偶然の答え                             | 林希                        | BAN                      |
| 思ったよりも寂しくない                 | 後藤匠平                    | BAN                      |
| 流れ弾                                 | 池田一真                    | 流れ弾                   |
| Dead end                               | 加藤ヒデジン                | 流れ弾                   |
| 無言の宇宙                             | Spikey John                 | 流れ弾                   |
| 五月雨よ                               | 堀田英仁                    | 五月雨よ                 |
| 僕のジレンマ                           | 金野恵利香                  | 五月雨よ                 |
| 車間距離                               | 森義仁                      | 五月雨よ                 |
| 摩擦係数                               | 池田一真                    | As you know?             |
| 桜月                                   | 金野恵利香                  | 桜月                     |
| Cool                                   | 小山巧                      | 桜月                     |
| 夏の近道                               | 加藤ヒデジン                | 桜月                     |
| その日まで                             | 後藤匠平                    | 桜月                     |
| Start over!                            | 加藤ヒデジン                | Start over!              |
| 静寂の暴力                             | 池田一真                    | Start over!              |
| ドローン旋回中                         | 後藤匠平                    | Start over!              |
| 承認欲求                               | 加藤ヒデジン                | 承認欲求                 |
| マモリビト                             | 新宮良平                    | 承認欲求                 |
| 隙間風よ                               | 池田一真                    | 承認欲求                 |
| 君がサヨナラ言えたって…                | 新宮良平                    | 承認欲求                 |
| 何歳の頃に戻りたいのか？               | 加藤ヒデジン                | 何歳の頃に戻りたいのか？ |
| 油を注せ！                             | 小山巧                      | 何歳の頃に戻りたいのか？ |
| 何度 LOVE SONGの歌詞を読み返しただろう | 池田一真                    | 何歳の頃に戻りたいのか？ |
| 自業自得                               | 池田一真                    | 自業自得                 |
| 愛し合いなさい                         | 酒井伸太郎                  | 自業自得                 |
| 引きこもる時間はない                   | 鴨下大輝                    | 自業自得                 |
| I want tomorrow to come                | 中村浩紀                    | I want tomorrow to come  |
| 僕は僕を好きになれない                 | G2 Yuki Tsujimoto (NOBODCR) | I want tomorrow to come  |
| 本質的なこと                           | 金野恵利香（TYO WHOAREYOU） | I want tomorrow to come  |

## タイアップ
| 楽曲                     | タイアップ                                                                        | 収録作品                                                               |
| ------------------------ | --------------------------------------------------------------------------------- | ---------------------------------------------------------------------- |
| サイレントマジョリティー | ストライプインターナショナル『メチャカリ』「服、カリホーダイ」 CMソング           | 1stシングル『サイレントマジョリティー』                                |
| 手を繋いで帰ろうか       | テーマパーク『ハウステンボス』CMソング                                            | 1stシングル『サイレントマジョリティー』                                |
| 世界には愛しかない       | テレビ東京系ドラマ『徳山大五郎を誰が殺したか?』主題歌                             | 2ndシングル『世界には愛しかない』                                      |
| エキセントリック         | 日本テレビ系ドラマ『残酷な観客達』主題歌                                          | 4thシングル『不協和音』                                                |
| 風に吹かれても           | ストライプインターナショナル『メチャカリ』「MECHAKARI 風に吹かれても」篇 CMソング | 5thシングル『風に吹かれても』                                          |
| 避雷針                   | 興和『三次元マスク』CMソング                                                      | 5thシングル『風に吹かれても』                                          |
| ガラスを割れ！           | NTTドコモ『ドコモの学割』『ハピチャン』CMソング                                   | 6thシングル『ガラスを割れ！』                                          |
| ガラスを割れ！           | Apple Japan『Apple Music ー 4,500万曲の世界へ ー』CMソング                        | 6thシングル『ガラスを割れ！』                                          |
| 夜明けの孤独             | ナチュラピュリファイ研究所『24hコスメ』CMソング                                   | 6thシングル『ガラスを割れ！』                                          |
| アンビバレント           | ローソン『スピードくじ』CMソング                                                  | 7thシングル『アンビバレント』                                          |
| アンビバレント           | 永谷園『永谷園×欅坂46「お茶づけで会いましょう」』CMソング                         | 7thシングル『アンビバレント』                                          |
| 黒い羊                   | イオンカード「U-25 新生活キャンペーン」CMソング                                   | 8thシングル『黒い羊』                                                  |
| Nobody                   | 永谷園『梅干し茶漬け』CMソング                                                    | 8thシングル『黒い羊』                                                  |
| 角を曲がる               | 映画『響 -HIBIKI-』主題歌                                                         | 1stベストアルバム『永遠より長い一瞬 〜あの頃、確かに存在した私たち〜』 |
| 角を曲がる               | イオンカード『イオンカード（欅坂46）誕生』篇 CMソング                             | 1stベストアルバム『永遠より長い一瞬 〜あの頃、確かに存在した私たち〜』 |
| 砂塵                     | ヤクルト『Tough-Man Refresh（タフマン リフレッシュ）』CMソング                    | 1stベストアルバム『永遠より長い一瞬 〜あの頃、確かに存在した私たち〜』 |
| 10月のプールに飛び込んだ | ローソン『欅坂46×ローソンスピードくじ』キャンペーンソング                         | 1stベストアルバム『永遠より長い一瞬 〜あの頃、確かに存在した私たち〜』 |
| 10月のプールに飛び込んだ | イオンカード『あなたらしさ・その先へ』篇CMソング                                  | 1stベストアルバム『永遠より長い一瞬 〜あの頃、確かに存在した私たち〜』 |
| 10月のプールに飛び込んだ | ストライプインターナショナル『メチャカリ』「Color Bomb」篇 CMソング               | 1stベストアルバム『永遠より長い一瞬 〜あの頃、確かに存在した私たち〜』 |
| 誰がその鐘を鳴らすのか？ | イオンカード『わたしの道』篇CMソング                                              | ラストシングル『誰がその鐘を鳴らすのか？』                             |
| 誰がその鐘を鳴らすのか？ | LAWSON×欅坂46キャンペーン CMソング                                                | ラストシングル『誰がその鐘を鳴らすのか？』                             |
| 誰がその鐘を鳴らすのか？ | 映画『僕たちの嘘と真実 Documentary of 欅坂46』主題歌                              | ラストシングル『誰がその鐘を鳴らすのか？』                             |
| 誰がその鐘を鳴らすのか？ | UNI'S ON AIRCMソング                                                              | ラストシングル『誰がその鐘を鳴らすのか？』                             |

| 楽曲                              | タイアップ                                                                                            | 収録作品                                |
| --------------------------------- | --- | --------------------------------------- |
| Nobody's fault                    | イオンカード『新しいまいにち』篇、『デジタルサービス』篇CMソング                                      | 1stシングル『Nobody's fault』           |
| Buddies                           | メルカリ『櫻坂46マイリスタート／告知』篇CMソング                                                      | 1stシングル『Nobody's fault』           |
| Buddies                           | イオンカード『ドキュメンタリー』篇、『並ぶ櫻坂46』篇CMソング                                          | 1stシングル『Nobody's fault』           |
| Buddies                           | UNI’S ON AIR2周年記念CMソング                                                                         | 1stシングル『Nobody's fault』           |
| なぜ 恋をして来なかったんだろう？ | イオンカード『カードな櫻坂』篇CMソング                                                                | 1stシングル『Nobody's fault』           |
| BAN                               | イオンカード『新生活』篇、『＆イオンカード』篇CMソング                                                | 2ndシングル『BAN』                      |
| BAN                               | ローソン『櫻坂46スマホくじキャンペーン』CMソング                                                      | 2ndシングル『BAN』                      |
| BAN                               | GAMEVIL COM2US Japan『サマナーズウォー: Sky Arena』CMソング                                           | 2ndシングル『BAN』                      |
| 君と僕と洗濯物                    | イオンカード『ショッピング&』篇CMソング                                                               | 2ndシングル『BAN』                      |
| Microscope                        | イオンカード『イオンカード（ミニオンズ）新デザイン登場』篇CMソング                                    | 2ndシングル『BAN』                      |
| 思ったよりも寂しくない            | イオンカード『USJアトラクション貸切キャンペーン』篇CMソング                                           | 2ndシングル『BAN』                      |
| 思ったよりも寂しくない            | ローソン『櫻坂46・日向坂46キャンペーン』CMソング                                                      | 2ndシングル『BAN』                      |
| 流れ弾                            | イオンカード『秋の新規入会キャンペーン』篇、『WAON POINTたまる！』篇、『＆イオンカード 秋』篇CMソング | 3rdシングル『流れ弾』                   |
| 無言の宇宙                        | イオンカード「オンラインショッピング」篇、「イオンでお買い物」篇 CMソング                             | 3rdシングル『流れ弾』                   |
| 美しきNervous                     | イオンカード「並ぶ櫻坂46」篇 CMソング                                                                 | 3rdシングル『流れ弾』                   |
| 五月雨よ                          | イオンカード「新生活」篇、「まいにち」篇 CMソング                                                     | 4thシングル『五月雨よ』                 |
| 僕のジレンマ                      | イオンカード「USJアトラクション貸切キャンペーン」篇 CMソング                                          | 4thシングル『五月雨よ』                 |
| 摩擦係数                          | ローソン『櫻坂46ローソンアプリくじ』CMソング                                                          | 1stアルバム『As you know?』             |
| Start over!                       | ローソン『櫻坂46・日向坂46キャンペーン』CMソング                                                      | 6thシングル『Start over!』              |
| I want tomorrow to come           | ローソン『櫻坂46・日向坂46キャンペーン』CMソング                                                      | 10thシングル『I want tomorrow to come』 |
| I want tomorrow to come           | SONY「Xperia 1 VI」『100% Memories of Light』篇 WebCMソング                                           | 10thシングル『I want tomorrow to come』 |

## 出演

### 映画
- 僕たちの嘘と真実 Documentary of 欅坂46（2020年9月4日、東宝）[151]

### テレビドラマ
- 徳山大五郎を誰が殺したか？（2016年7月17日 - 10月2日、テレビ東京）[67]
- 残酷な観客達（2017年5月18日 - 7月20日、日本テレビ）[461]
- ボーダレス（2021年3月7日 - 5月9日、ひかりTV、ひかりTV for docomo、dTVチャンネル）- 小林由依、渡邉理佐、森田ひかる[495]。
- アクトレス（2023年4月14日 - 6月2日、Lemino・ひかりTV）- 小林由依、大園玲、森田ひかる[496]。

### 情報・バラエティ番組

#### 現在
- そこ曲がったら、櫻坂？（2020年10月19日 - 、テレビ東京）[156]
- ラヴィット!（2021年8月12日 - 、TBSテレビ）[497][498]
- サクラミーツ（2023年4月7日 - テレビ朝日）- 井上梨名、大沼晶保、武元唯衣、増本綺良[499]、谷口愛季、中嶋優月。

#### 過去
- 欅って、書けない?（2015年10月5日 - 2020年10月12日、テレビ東京）[57]
- AKB48 SHOW!（NHK BSプレミアム）
  - （2016年4月16日）[500]
  - （2016年9月17日）[501]
  - （2016年12月10日）[502]
  - （2017年1月14日）[503]
  - （2017年1月21日）[504]
  - （2017年3月18日）[505]
  - （2017年5月13日）[506]
  - （2017年4月15日）[507]
  - （2017年9月9日）[508]
  - （2017年10月21日）[509]
  - （2018年1月13日）[510]
  - （2018年3月24日）[511]
  - （2018年4月8日）[512]
  - （2018年7月8日）[513]
  - （2018年9月23日）[514]
  - （2019年1月13日）[515]
- KEYABINGO!シリーズ（日本テレビ）
  - KEYABINGO!（2016年7月5日 - 9月27日）[516][517]
  - KEYABINGO!2（2017年1月10日 - 3月28日）[518]
  - KEYABINGO!3（2017年7月18日 - 9月26日）[519][520]
- 欅坂46のあっぷっプリ（2018年4月1日 - 9月30日、フジテレビ）[521]
- サクッと!欅坂46（2018年10月6日 - 12月29日、フジテレビ）[522]
- 最強の時間割～若者に本気で伝えたい授業～（2022年12月9日 - 2024年4月5日 、毎日放送制作、TVer配信）[523][524]

### 特別番組
- SHOWROOM緊急特番「2ndシングル カップリングMusic Video観賞会」（2016年7月19日、SHOWROOM） - 尾関梨香、織田奈那、佐藤詩織、志田愛佳、守屋茜[525]。
- つぶやきCMグランプリTV（2017年1月27日、SHOWROOM）[526]
- 欅坂46 緊急SHOWROOM生配信!（2017年6月16日、SHOWROOM） - 菅井友香、守屋茜[527]。
- 欅坂46 デビュー4周年記念 生配信!（2020年4月6日、YouTube） - 菅井友香[528]。
- 欅坂46スペシャルインタビュー特番『欅坂46 season's 28の欠片』（2020年7月4日、YouTube）[529]
- 大好き！櫻坂46 〜芸能界“櫻”満開計画&ライブ映像蔵出しSP〜（2021年2月28日・3月28日、ひかりTV）[530]

### 音楽特番

#### NHK紅白歌合戦出場歴
| 年度                                                | 放送回 | 回数 | 曲目                     | 備考               |
| --------------------------------------------------- | ------ | ---- | ------------------------ | ------------------ |
| 2016年                                              | 第67回 | 初   | サイレントマジョリティー |                    |
| 2017年                                              | 第68回 | 2    | 不協和音                 | 後半トップバッター |
| 2018年                                              | 第69回 | 3    | ガラスを割れ！           |                    |
| 2019年                                              | 第70回 | 4    | 不協和音（2回目）        |                    |
| 2020年                                              | 第71回 | 初   | Nobody's fault           |                    |
| 2021年                                              | 第72回 | 2    | 流れ弾                   |                    |
| 2023年                                              | 第74回 | 3    | Start over!              |                    |
| 2024年                                              | 第75回 | 4    | 自業自得                 |                    |
| - 曲名の後の（○回目）は紅白で披露された回数を表す。 |        |      |                          |                    |

- 輝く！日本レコード大賞（TBSテレビ・ラジオ）
  - 第59回輝く！日本レコード大賞（2017年12月30日）- 優秀作品賞「風に吹かれても（受賞曲）」[531][532]。
  - 第60回輝く！日本レコード大賞（2018年12月30日）- 優秀作品賞「アンビバレント（受賞曲）」[533]。
  - 第61回輝く！日本レコード大賞（2019年12月30日）- 優秀作品賞「黒い羊（受賞曲）」[534]。
- 坂道テレビ（NHK総合）
  - 〜乃木と欅と日向〜 Vol.1（2019年3月23日）[535]
  - 〜乃木と欅と日向〜 Vol.2（2019年12月30日）[注釈 40][537]
  - 〜乃木と櫻と日向〜 Vol.3（2021年2月27日）[538][539]
- テレ東音楽祭（テレビ東京）
  - テレ東音楽祭2016（2016年6月29日）[540]
  - テレ東音楽祭2017（2017年6月27日）[541]
  - テレ東音楽祭2019（2019年6月26日）[542]
  - テレ東音楽祭2020秋（2020年9月30日）[543]
  - テレ東音楽祭2021（2021年6月30日）[544]
  - テレ東音楽祭2022春（2022年2月23日）[545]
  - テレ東音楽祭2022夏（2022年6月22日）[546]
  - テレ東音楽祭2022冬（2022年11月23日）[547]
- THE MUSIC DAY（日本テレビ）
  - THE MUSIC DAY 2016 夏のはじまり。（2016年7月2日）[548]
  - THE MUSIC DAY 2017 願いが叶う夏（2017年7月1日）[549]
  - THE MUSIC DAY 2018 伝えたい歌（2018年7月7日）[550]
  - THE MUSIC DAY 2019 時代（2019年7月6日）[551]
  - THE MUSIC DAY 2020 人はなぜ歌うのか?（2020年9月12日）[552]
  - THE MUSIC DAY 2021 音楽は止まらない（2021年7月3日）[553]
  - THE MUSIC DAY 2022 世代をつなぐ名曲（2022年7月2日）[554]
- 音楽の日（TBSテレビ）
  - 音楽の日×CDTV -朝まで夏フェス! 2016-（2016年7月16日）
  - 音楽の日 2017（2017年7月15日）[555]
  - 音楽の日 2018（2018年7月14日）[556]
  - 音楽の日 2019（2019年7月13日）[557]
  - 音楽の日 2020（2020年7月18日）[558]　
  - 音楽の日 2021夏（2021年7月17日）[559]
  - 音楽の日 2022（2022年7月16日）[560]
- FNSうたの夏まつり（フジテレビ）
  - 2016 FNSうたの夏まつり 〜海の日スペシャル〜（2016年7月18日）[561]
  - 2019 FNSうたの夏まつり（2019年7月24日）[562]
- ミュージックステーションウルトラFES（テレビ朝日）
  - ミュージックステーション ウルトラFES 2017（2017年9月18日）[563]
  - ミュージックステーション ウルトラFES 2018（2018年9月17日）[564]
- ハロウィン音楽祭（TBSテレビ）
  - ハロウィン音楽祭2016（2016年10月31日）
- ベストヒット歌謡祭（読売テレビ）
  - ベストヒット歌謡祭2016（2016年11月17日）
  - ベストヒット歌謡祭2017（2017年11月15日）[565]
  - ベストヒット歌謡祭2018（2018年11月15日）[566]
  - ベストヒット歌謡祭2019（2019年11月13日）[567]
  - ベストヒット歌謡祭2021（2021年11月11日）[568]
  - ベストヒット歌謡祭2022（2022年11月10日）[569]
- 日テレ系音楽の祭典 ベストアーティスト（日本テレビ）
  - 日テレ系音楽の祭典 ベストアーティスト2016（2016年11月29日）
  - 日テレ系音楽の祭典 ベストアーティスト2017（2017年11月28日）[570]
  - 日テレ系音楽の祭典 ベストアーティスト2018（2018年11月28日）[571]
  - 日テレ系音楽の祭典 ベストアーティスト2019（2019年11月27日）[572]
  - 日テレ系音楽の祭典 ベストアーティスト2020（2020年11月25日）[573]
  - 日テレ系音楽の祭典 ベストアーティスト2021（2021年11月17日）[574]
  - 日テレ系音楽の祭典 ベストアーティスト2022（2022年12月3日）[575]
- FNS歌謡祭（フジテレビ）
  - 2015 FNS歌謡祭（2015年12月16日）[576]
  - 2016 FNS歌謡祭（2016年12月7日・14日）[577][578]
  - 2017 FNS歌謡祭（2017年12月6日・13日）[579][580]
  - 2018 FNS歌謡祭（2018年12月5日・12日）[581][582]
  - 2019 FNS歌謡祭（2019年12月4日・11日）[583][584]
  - 2020 FNS歌謡祭（2020年12月9日）[585]
  - 2021 FNS歌謡祭（2021年12月1日）[586]
  - 2022 FNS歌謡祭（2022年12月14日）[587]
- ミュージックステーションスーパーライブ（テレビ朝日）
  - ミュージックステーション スーパーライブ2016（2016年12月23日）[588]
  - ミュージックステーション スーパーライブ2017（2017年12月22日）[589]
  - ミュージックステーション スーパーライブ2018（2018年12月21日）[590]
  - テレビ朝日開局60周年記念 ミュージックステーション ウルトラスーパーライブ2019（2019年12月27日）[591]
  - ミュージックステーション ウルトラ SUPER LIVE 2020（2020年12月25日）[592]
  - ミュージックステーション ウルトラ SUPER LIVE 2021（2021年12月24日）[593]
  - ミュージックステーション ウルトラ SUPER LIVE 2022（2022年12月23日）[594]
- クリスマス音楽祭（TBSテレビ）
  - CDTVスペシャル！ クリスマス音楽祭2017（2017年12月25日）[595]
  - CDTVスペシャル！ クリスマス音楽祭2018（2018年12月24日）[596]
  - CDTVスペシャル！ クリスマス音楽祭2019（2019年12月23日）[597]
  - CDTVライブ！ライブ！ クリスマススペシャル2020（2020年12月21日）[598]
- CDTVスペシャル！年越しプレミアライブ（TBSテレビ）
  - CDTVスペシャル！ 年越しプレミアライブ 2016→2017（2016年12月31日 - 2017年1月1日）[599]
  - CDTVスペシャル！ 年越しプレミアライブ 2017→2018（2017年12月31日 - 2018年1月1日）[600]
  - CDTVスペシャル！ 年越しプレミアライブ 2018→2019（2018年12月31日 - 2019年1月1日）[601]
  - CDTVスペシャル！ 年越しプレミアライブ 2019→2020（2019年12月31日 - 2020年1月1日）[602]　
  - CDTVライブ!ライブ！ 年越しスペシャル 2020→2021（2020年12月31日 - 2021年1月1日）[603]
  - CDTVスペシャル！ 年越しプレミアライブ 2021→2022（2021年12月31日 - 2022年1月1日）[604]
  - CDTVライブ！ライブ！ 年越しスペシャル 2022→2023（2022年12月31日 - 2023年1月1日）[605]
- 明石家紅白！（NHK総合）
  - 第1回明石家紅白！（2016年11月24日）[606]
  - 第8回明石家紅白！（2020年12月19日）[607]
- 日本有線大賞（TBSテレビ）
  - 第50回 日本有線大賞（2017年12月4日）[608][609]
- HEY!HEY!NEO! MUSIC CHAMP（2021年4月10日、フジテレビ）[610]
- CDTVライブ！ライブ！（TBSテレビ）
  - CDTVライブ！ライブ！ 3時間SP（2021年4月19日）[611]
  - CDTVライブ！ライブ！ 4時間SP（2021年10月4日）[612]
  - CDTVライブ！ライブ！ 春の4時間SP（2022年3月28日）[613]

### 舞台
- ザンビ（2018年11月16日 - 11月25日、TOKYO DOME CITY HALL）- TEAM RED：小林由依・土生瑞穂、TEAM BLUE：菅井友香・守屋茜[614]。
- ザンビ〜Theater's end〜（2019年2月7日 - 17日、天王洲 銀河劇場）- TEAM BLACK：石森虹花、TEAM YELLOW：織田奈那、TEAM GREEN：渡辺梨加[125]。

### ラジオ

#### 現在のレギュラー番組
- 櫻坂46 こちら有楽町星空放送局（2016年4月2日 - 、ニッポン放送 - メインMC（井上梨名）＋ゲストメンバー1名[注釈 41][615]
- 櫻坂46の「さ」(2023年10月3日(2日深夜) - 、文化放送) - メインMC（石森璃花）＋ゲストメンバー2名[616][617]。
- TALK ABOUT内「櫻坂 TALK ABOUT」（2025年7月5日 - 、TBSラジオ）- メンバーが3人週替わりで出演。

#### 過去のレギュラー番組
- ゆうがたパラダイス（2017年4月3日 - 2021年3月15日、NHK-FM）[注釈 42][618][622][621]
- さくらひなたロッチの伸びしろラジオ（2021年3月29日 - 2025年3月17日、NHKラジオ第1）[623]

#### 特番
- 欅坂46のオールナイトニッポン（2016年1月5日・8月11日・12月1日・2017年10月25日・2018年8月15日、ニッポン放送）[注釈 43]
- 欅坂46のオールナイトニッポンR（2016年1月31日・2月28日・3月27日、ニッポン放送）[624]
- 櫻坂46のオールナイトニッポンX（2023年6月18日、ニッポン放送）- 井上梨名、大園玲、田村保乃[626]。

### 店内放送
- ファミラジ（2016年8月9日 - 11月28日、ファミリーマート） - DJ[627][628]。

### CM
- STRIPE International「メチャカリ」
  - 服、カリホーダイ（2016年3月7日 - ）[629][458]
  - 「MECHAKARI 風に吹かれても」篇（2017年9月29日 - ）[462]
  - 「Color Bomb篇」（2019年10月25日 - ）[476]
- ロッテ
  - HKT48 vs 欅坂46 つぶやきCMグランプリ（2016年10月11日 - ）[注釈 44][630]
  - クランキー「怪盗クランキーVS名探偵ねる」篇 （2018年8月28日 - ）[631]
- バイトル（2017年9月6日 - 、ディップ）[注釈 45][632]
- 三次元マスク×欅坂46（2017年12月17日 - 、興和）[463][633]
- Apple Music「4,500万曲の世界へ」（2018年7月6日 - 、Apple Japan）[465]
- NTTドコモ
  - 「ドコモの学割」篇（2018年2月20日 - ）[634]
  - 「ハピチャン」篇（2018年2月26日 - ）[634]
- 「10円ピンポン」キャンペーンCM（2018年6月 - 、LINE Pay）[635]
- ローソン
  - ローソン×欅坂46スピードくじキャンペーンCM（2018年7月30日 - ）
  - 櫻坂46スマホくじキャンペーン（2021年3月23日 - ）[636]
  - 櫻坂46・日向坂46キャンペーン（櫻坂46ver）（2021年8月18日 - ）[491]
- 永谷園×欅坂46「お茶づけで会いましょう」（2018年11月2日 - 、永谷園）[468]
- イオンフィナンシャルサービス
  - イオンカード×欅坂46
    - 「U-25 新生活キャンペーン（2019年3月1日 - ）[446]
    - 「あなたらしさ・その先へ」篇[475]
    - 「イオンカード（欅坂46）誕生」篇（2019年11月19日 - ）[471][472]
    - 「わたしの道」篇（2020年3月1日 - ）[477]

  - イオンカード×櫻坂46
    - 「新しいまいにち」篇 11月・「デジタルサービス」篇（2020年11月1日 - ）[637]
    - 「新しいまいにち」篇 12月（2020年12月11日 - ）[638]
    - 「カードな櫻坂」篇
    - 「ドキュメンタリー」篇
    - 「&イオンカード」篇・「新生活」篇（2021年3月20日 - ）[487][639]
    - 「USJアトラクション貸切キャンペーン」篇（2021年4月23日 -）[640]
    - 「ショッピング&」篇（2021年7月11日 - ）[490]
    - 「20%還元」篇（2021年7月12日 - ）[641]
    - 「イオンカード（ミニオンズ）新デザイン登場」篇
    - 「秋の新規入会キャンペーン」篇A、B（2021年9月11日 - ）[642]
    - 「WAON POINTたまる！」篇（2021年9月8日 - ）
    - 「並ぶ櫻坂46」篇（2021年9月11日 - ）[485]
    - 「&イオンカード 秋」篇（2021年10月25日 - ）
    - 「イオンでお買い物」篇・「オンラインショッピング」篇（2021年11月8日 - ）
    - 「新生活」篇・「まいにち」篇（2022年3月1日 - ）
    - 「旅行」篇（2022年3月25日 - ）
    - 「AEON Pay チャージ払い」篇・「イオンカードのふるさと納税 まいふる」篇・「AEON Pay 送金」篇（2023年11月6日 - ）[643]
- Tough-Man Refresh「ダンス」篇（2019年7月12日 - 、ヤクルト）[473]
- 『櫻坂46マイリスタート / 告知』篇（2020年12月24日 - 、メルカリ）[483]
- スマートニュース（2021年3月9日、スマートニュース）[注釈 46][644]
- サマナーズウォー×櫻坂46（2021年2月25日 - 12月25日、サマナーズウォー: Sky Arena）[645][646][647][648]
- ユニバーサル・スタジオ・ジャパン「ユニハロ」（2024年9月2日 - ）[649]
- SONY「Xperia 1 VI」（2024年11月21日 - ） - Webのみ

### ゲーム
- 欅のキセキ/日向のアユミ（2017年10月18日 - 2021年8月31日、enish）[注釈 47][650][652]
- 神の手（2017年10月25日 - 2018年12月31日、ブランジスタ）[653]。
- ザンビ THE GAME（2019年5月15日 - 2021年1月28日、gumi）[654][655]
- ユニゾンエアー（2019年9月24日 - 、アピリッツ）[注釈 48][656][657]
- サクコイ（2023年7月19日、10ANTZ）[658]

### 広告
- 京都市営地下鉄 コトキンライナー 終電延長周知ポスター（2016年11月21日 - 、京都市）- Hello KYOTO 応援アーティスト[659]。
- 東急東横線 90周年記念イベント 記念乗車券・ポスター（2017年、東急電鉄）[注釈 49][660]

### ネット配信
- 欅坂46 駆け上るまで待てない！（2015年12月15日 - 2018年2月11日、HUSTLE PRESS）[661]
- 欅坂46メンバーが語る！なんでもBEST3（2016年4月4日 - 24日、BEST TIMES）[662]
- 欅宣言（2016年4月11日 - 7月、HUSTLE PRESS）[663]
- 土曜ドラマ24『徳山大五郎を誰が殺したか？』にまつわる欅坂46連続21日インタビュー（2016年7月11日 - 31日）[664]

### イベント
- お見立て会・おもてなし会
  - お披露目イベント「お見立て会」（2015年11月14日・15日、東京・Zepp DiverCity）[59]
  - 新春！おもてなし会（2016年1月16日・17日、Zeppブルーシアター六本木）[63]
  - 欅坂46二期生/けやき坂46三期生「お見立て会」（2018年12月10日、日本武道館）[122]
  - 欅坂46 二期生「おもてなし会」（2019年4月20日・21日、丸善インテックアリーナ大阪 / 4月27日・28日、武蔵野の森総合スポーツプラザ）[131]
  - 櫻坂46 三期生「おもてなし会」（2023年3月4日・5日、ぴあアリーナMM）[201]
- GirlsAward
  - GirlsAward 2016 AUTUMN/WINTER by マイナビ（2016年10月8日、国立代々木競技場第一体育館）- 小林由依、土生瑞穂、平手友梨奈、渡邉理佐[665]。
  - マイナビ Girls Award 2017 SPRING/SUMMER（2017年5月3日、国立代々木競技場第一体育館）- 小林由依、土生瑞穂、平手友梨奈、渡辺梨加、渡邉理佐[666]。
  - Rakuten GirlsAward 2017 AUTUMN/WINTER（2017年9月16日、幕張メッセ9〜11ホール）- 小林由依、志田愛佳、土生瑞穂、守屋茜、渡辺梨加、渡邉理佐[667]。
  - Rakuten GirlsAward 2018 SPRING/SUMMER（2018年5月19日、幕張メッセ9〜11ホール）- 今泉佑唯、小林由依、土生瑞穂、渡辺梨加、渡邉理佐[668]。
  - Rakuten Girls Award 2018 AUTUMN/WINTER（2018年9月16日、幕張メッセ1〜3ホール）- 小林由依、土生瑞穂、平手友梨奈、渡辺梨加、渡邉理佐[669][670]。
  - Rakuten GirlsAward 2019 SPRING/SUMMER（2019年5月18日、幕張メッセ9〜11ホール）- 小林由依、土生瑞穂、渡辺梨加、渡邉理佐[671]。
  - Rakuten GirlsAward 2019 AUTUMN/WINTER（2019年9月28日、幕張メッセ9〜11ホール）- 小林由依、土生瑞穂、渡辺梨加、渡邉理佐[672]。
  - Tokyo Virtual Runway Live by GirlsAward vol.1（2020年6月27日、ABEMA独占生配信）- 小林由依、土生瑞穂[673]。
  - Rakuten GirlsAward 2022 SPRING/SUMMER（2022年5月14日、幕張メッセ9〜11ホール）- 田村保乃、土生瑞穂、藤吉夏鈴、守屋麗奈、山﨑天、渡邉理佐[674]。
  - Rakuten GirlsAward 2022 AUTUMN/WINTER（2022年10月8日、幕張メッセ9〜11ホール）- 小林由依、田村保乃、土生瑞穗、藤吉夏鈴、森田ひかる、守屋麗奈、山﨑天[675]。
  - Rakuten GirlsAward 2023 SPRING/SUMMER（2023年5月4日、国立代々木競技場第一体育館）- 小林由依、田村保乃、土生瑞穂、藤吉夏鈴、山﨑天[676]。
- STRIPE Yukata Festival 2016（2016年7月16日、恵比寿ガーデンプレイス内特設会場）[677]
- SHIBUYA109夏休み学割キャンペーン（2016年8月11日 - 16日、109）- イメージモデル[678]。
- 東京ゲームショウ2016 一遊入魂『バイオハザード7 レジデント イービル』（2016年9月17日、幕張メッセ）- 小池美波、齋藤冬優花、菅井友香、守屋茜[679]。
- つぶやきFES 博欅場所〜GUM ROCK FES2〜（2017年3月7日、両国国技館）- HKT48 × 欅坂46[680]。
- 東京ガールズコレクション
  - マイナビ presents 第25回 東京ガールズコレクション 2017 AUTUMN/WINTER（2017年9月2日、さいたまスーパーアリーナ）- 渡辺梨加、渡邉理佐[681]。
  - TGC KITAKYUSHU 2017 by TOKYO GIRLS COLLECTION（2017年10月21日、西日本総合展示場新館）- 渡辺梨加、渡邉理佐[682]。
  - TGC HIROSHIMA 2017 by TOKYO GIRLS COLLECTION（2017年12月9日、広島グリーンアリーナ）- 渡辺梨加、渡邉理佐[683]。
  - マイナビ presents 第26回 東京ガールズコレクション 2018 SPRING/SUMMER（2018年3月31日、横浜アリーナ）- 今泉佑唯、小林由依、志田愛佳、土生瑞穂、守屋茜、渡辺梨加、渡邉理佐[684][685]。
  - TGC KITAKYUSHU 2018 by TOKYO GIRLS COLLECTION（2018年10月6日、西日本総合展示場新館）- 小林由依、土生瑞穂、渡辺梨加、渡邉理佐[686]。
  - TGC SHIZUOKA2019 for SDGs（2019年1月12日、ツインメッセ静岡）- 小林由依、土生瑞穂、渡辺梨加、渡邉理佐[687]。
  - マイナビ presents 第28回 東京ガールズコレクション2019 SPRING/SUMMER（2019年3月30日、横浜アリーナ）- 小林由依、土生瑞穂、渡辺梨加、渡邉理佐[688]。
  - TGC KUMAMOTO 2019 by TOKYO GIRLS COLLECTION（2019年4月20日、グランメッセ熊本）- 小林由依、土生瑞穂、渡辺梨加、渡邉理佐[689]。
  - TGC TOYAMA 2019 by TOKYO GIRLS COLLECTION（2019年7月27日、富山市総合体育館）- 小林由依、土生瑞穂[690]。
  - マイナビ presents TOKYO GIRLS COLLECTION 2019 AUTUMN/WINTER（2019年9月7日、さいたまスーパーアリーナ）- 小林由依、土生瑞穂、平手友梨奈、渡辺梨加、渡邉理佐[691]。
  - SDGs推進 TGC しずおか 2020 by TOKYO GIRLS COLLECTION（2020年1月11日、ツインメッセ静岡）- 小林由依、土生瑞穂[692]。
  - 第30回 マイナビ presents 東京ガールズコレクション 2020 SPRING/SUMMER（2020年2月29日、国立代々木競技場第一体育館）- 小林由依、土生瑞穂、藤吉夏鈴、森田ひかる、山﨑天、渡辺梨加、渡邉理佐[693]。
  - 第31回 マイナビ presents 東京ガールズコレクション 2020 AUTUMN/WINTER ONLINE（2020年9月5日、さいたまスーパーアリーナ）- 小林由依、土生瑞穂、渡辺梨加、渡邉理佐[694]。
  - 第32回 マイナビ 東京ガールズコレクション 2021 SPRING/SUMMER（2021年2月28日、国立代々木競技場第一体育館）- 小林由依、土生瑞穂、藤吉夏鈴、森田ひかる、山﨑天、渡辺梨加、渡邉理佐[695]
  - 第33回 マイナビ 東京ガールズコレクション 2021 AUTUMN/WINTER（2021年9月4日、さいたまスーパーアリーナ）- 小林由依、土生瑞穂、山﨑天、渡辺梨加、渡邉理佐[696]。
  - 第34回 マイナビ 東京ガールズコレクション 2022 SPRING/SUMMER（2022年3月21日、国立代々木競技場第一体育館）- 小林由依、土生瑞穗、山﨑天、渡邉理佐[697]。
  - 第35回 マイナビ 東京ガールズコレクション 2022 AUTUMN/WINTER（2022年9月3日、さいたまスーパーアリーナ）- 小林由依、田村保乃、土生瑞穗、藤吉夏鈴、森田ひかる、守屋麗奈、山﨑天[698]。
  - TGC KITAKYUSHU 2022 by TOKYO GIRLS COLLECTION（2022年11月19日、西日本総合展示場新館）- 小林由依、土生瑞穗、山﨑天[699]。
  - SDGs推進 TGC しずおか 2023 by TOKYO GIRLS COLLECTION（2023年1月14日、ツインメッセ静岡北館）- 小林由依、土生瑞穗、山﨑天[700]。
  - oomiya presents TGC WAKAYAMA 2023 by TOKYO GIRLS COLLECTION（2023年2月11日、和歌山ビッグホエール）- 小林由依、田村保乃、土生瑞穂、守屋麗奈、山﨑天[701]。
  - 第36回 マイナビ 東京ガールズコレクション 2023 SPRING/SUMMER（2023年3月4日、国立代々木競技場第一体育館）- 小林由依、田村保乃、土生瑞穂、藤吉夏鈴、森田ひかる、守屋麗奈、山﨑天[702]。
- プロ野球 始球式
  - パシフィック・リーグ「千葉ロッテマリーンズ vs 東北楽天ゴールデンイーグルス」（2018年3月30日、ZOZOマリンスタジアム）- 今泉佑唯、小林由依、長濱ねる[703]。
  - パシフィック・リーグ「東北楽天ゴールデンイーグルス vs オリックス・バファローズ」（2019年5月26日、楽天生命パーク宮城）- 石森虹花、守屋茜[704]。
  - セントラル・リーグ「東京ヤクルトスワローズ vs 横浜DeNAベイスターズ」（2019年7月10日、明治神宮野球場）- 菅井友香、田村保乃[705]。
- ザンビ THE ROOM 最後の選択（2019年7月31日 - 8月11日、渋谷ヒカリエ ヒカリエホール）- 石森虹花、織田奈那、小林由依、菅井友香、土生瑞穂、守屋茜、渡辺梨加[135] 。追加出演者：上村莉菜、尾関梨香、小池美波、齋藤冬優花、佐藤詩織、長沢菜々香、井上梨名、関有美子、武元唯衣、田村保乃、藤吉夏鈴、松田里奈、松平璃子、森田ひかる、山﨑天[706]。

## 書籍

### 写真集
- 欅坂46ファースト写真集『21人の未完成』（2018年11月21日、集英社）[707]

### 雑誌連載
- 週刊ザ・テレビジョン（2016年9月28日 - 2016年10月12日、KADOKAWA）- 欅坂46スペシャル企画[708]。
- 週刊ヤングマガジン（2017年1月7日 - 12月25日、講談社）- 欅坂一人ひとり[709]。
- FRIDAY（2024年4月19日 - 、講談社）- 櫻撮[710][711]。

### 楽譜
- やさしく弾ける 欅坂46 Selection for Piano（2017年9月15日、ヤマハミュージックメディア）[712][713]
- ギター弾き語り 欅坂46 ベスト・セレクション（2017年10月27日、ヤマハミュージックメディア）[714][715]

### 関連書籍
- KEYAKI: 〜2018 Summer ツアーメモリアルBOOK〜（2018年8月6日、小学館）[716]

## 受賞歴
| 年     | 賞                                 | 部門                                            | 作品                       |
| ------ | ---------------------------------- | ----------------------------------------------- | -------------------------- |
| 2016年 | Yahoo!検索大賞2016                 | アイドル部門                                    |                            |
| 2016年 | 第5回アイドル楽曲大賞2016          | メジャーアイドル楽曲部門                        | サイレントマジョリティー   |
| 2017年 | 第31回日本ゴールドディスク大賞     | ニュー・アーティスト・オブ・ザ・イヤー 邦楽部門 |                            |
| 2017年 | 第30回日本メガネベストドレッサー賞 | 特別賞                                          |                            |
| 2017年 | MTV VMAJ 2017                      | 特別賞「Best Buzz Award」                       |                            |
| 2017年 | Yahoo!検索大賞2017                 | アイドル部門                                    |                            |
| 2017年 | 第50回日本有線大賞                 | 有線音楽優秀賞                                  | 風に吹かれても             |
| 2017年 | 第59回日本レコード大賞             | 優秀作品賞                                      | 風に吹かれても             |
| 2018年 | 第10回CDショップ大賞               | 入賞                                            | 真っ白なものは汚したくなる |
| 2018年 | 第31回小学館DIMEトレンド大賞       | キャラクター賞                                  |                            |
| 2018年 | MTV VMAJ 2018                      | 最優秀邦楽グループビデオ賞                      | アンビバレント             |
| 2018年 | 第60回日本レコード大賞             | 優秀作品賞                                      | アンビバレント             |
| 2019年 | MTV VMAJ 2019                      | 最優秀邦楽グループビデオ賞                      |                            |
| 2019年 | 第61回日本レコード大賞             | 優秀作品賞                                      |                            |
| 2021年 | MTV VMAJ 2021                      | 最優秀邦楽新人アーティストビデオ賞              | 流れ弾                     |
| 2021年 | 2021 MTV EMA                       | ベスト・ローカル・アクト賞「BEST JAPAN ACT」    |                            |
| 2021年 | ロレアル パリ WOMEN of WORTH Award | 特別功労賞                                      |                            |
| 2022年 | MTV VMAJ 2022                      | Group of the Year                               |                            |
| 2023年 | MTV VMAJ 2023                      | 最優秀ダンスビデオ賞                            | Start over!                |
| 2023年 | 2023 Asia Artist Awards            | 人気賞                                          |                            |
| 2023年 | 2023 Asia Artist Awards            | ベストミュージシャン賞                          |                            |
| 2024年 | MTV VMAJ 2024                      | Best Live Performance                           |                            |
| 2024年 | 第39回日本ゴールドディスク大賞     | ベスト5シングル                                 | 自業自得                   |

## 評価
LINEリサーチによる「日本全国39万人の男女が選ぶ!紅白歌合戦 2017年 人気歌手ランキング」の年代別ランキングで10代男性3位、10代女性8位、「女性アイドルグループ 最新の人気ランキング 2019」の全年代の結果で10代男性2位、10代女性1位、20代男性2位、20代女性3位にランクイン。
Billboard JAPANは「アイドル・グループは一気にセールスポイントを上げて、すぐに下降線をたどっていくイメージが強いが、彼女たちは驚くほど息が長い」、「他のガールズグループは、初動が強く2週目以降にチャートが下降するというのがパターンだが、欅坂46に関してはロングセールスがデフォルトとなっている」と人気の特徴を分析している。

### ナチス風衣装問題
ハロウィンイベント『PERFECT HALLOWEEN 2016』（2016年10月22日、横浜アリーナ）における欅坂46のステージ衣装が、ナチス・ドイツの軍服に似ているとして、同年10月25日にイギリスのデイリー・ミラー、26日にデイリー・メールが報じた。同年10月31日、アメリカのユダヤ系人権団体サイモン・ウィーゼンタール・センターが欅坂46のプロデューサーおよび所属レコード会社のソニー・ミュージックに謝罪を要求、欧米各社のAFP通信、ドイツのディー・ツァイト、イスラエルのthe times of israel、国内紙の朝日新聞社、読売新聞社、毎日新聞社が報じた。同年11月1日、プロデューサーの秋元康およびソニー・ミュージックエンタテインメントは謝罪文を公開。一連の問題について辻田真佐憲、江川紹子が否定的評価、高須克弥、太田光が肯定的評価を下した。翌年12月、サイモン・ウィーゼンタール・センターの副所長であるエイブラハム・クーパーは日本外国特派員協会で記者会見し、ソニーの対応を高く評価した上、若者を介してナチスを容認する思想が拡大することへの警戒感を示した。この事件に関連し、イスラエル大使館は「タレントさんは多大な影響力があり、皆様がこの重大な問題について知識を持つことが重要です。そこで@keyakizaka46のメンバーの皆様をイスラエル大使館でのホロコーストに関する特別セミナーにご招待させて頂きたいと思います。」とコメントした。